# St. Fides und Markus (Sölden)

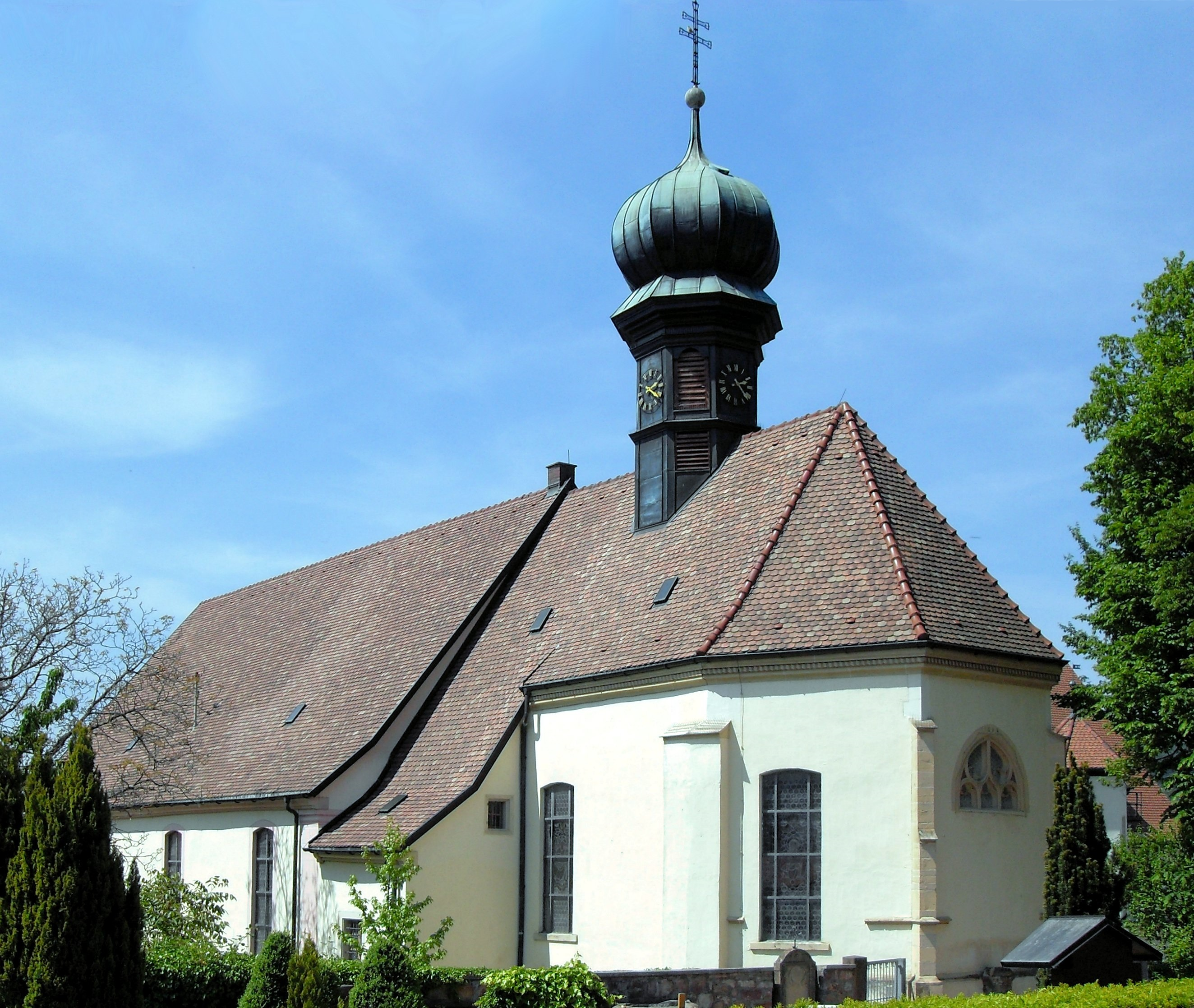
St. Fides und Markus in Sölden

St. Fides und Markus ist die römisch-katholische Pfarrkirche von Sölden, einer Gemeinde des Landkreises Breisgau-Hochschwarzwald südlich von Freiburg im Breisgau. Die Kirche gehört zur Seelsorgeeinheit Batzenberg-Obere Möhlin im Dekanat Breisach-Neuenburg des Erzbistums Freiburg. Ursprünglich war sie Bestandteil eines Benediktinerinnenklosters „St. Fides“. Das ehemalige Propsteigebäude beherbergt heute die Zentrale des Familienwerks Sölden e.V (bis 2023: Dorfhelferinnenwerks Sölden e.V.)

## Geschichte des Priorats
Im Jahr 1087 gründete der später heiliggesprochene Benediktinermönch Ulrich von Regensburg („von Regensburg“ nach seinem Geburtsort), der der Cluniazensischen Klosterreform anhing, im einsamen Tal der Möhlin als Priorat der Abtei Cluny, also Cluny unterstellt, ein kleines Kloster mit einer Kirche, die er den Aposteln Petrus und Paulus weihte. Daraus entwickelte sich das Dorf St. Ulrich im Schwarzwald, heute Ortsteil der Gemeinde Bollschweil. Nach dem alten Namen des Ortes „Zell“ (cella) wird Ulrich auch Ulrich von Zell genannt. Wenig später, kurz vor seinem Tod 1093, errichtete Ulrich in Bollschweil ein Priorat für Frauen. 1115 wurde es nach Sölden verlegt. Philipp Jakob Steyrer, Abt des Klosters St. Peter auf dem Schwarzwald, der Sölden förderte, beschrieb den Vorgang 1756: „Das Frauen-Closter, welches der hl. Ulrich zu Bollschweyl gestüftet hat, wurde 1115 von Gerald, Grafen zu Schertzingen, in sein Alodial- oder eigen- und freyes Gut, Selden genannt (so eine halbe Stund von Bollschweyl, und eine von dem Priorat St. Ulrich ligt) übersetzt. Dises Gut schenkte er dem Closter.“ Gerald von Scherzingen besaß Land von Zähringen im Norden bis Bürgeln im Süden und hatte in Sölden auf der „Bürgle“ genannten Bergkuppe seine Burg. Das Söldener Frauenpriorat wurde direkt Cluny unterstellt und von einem Propst aus Cluny betreut. Es erhielt von Cluny Reliquien der heiligen Fides von Agen, die nach ihrer Legende um 300 in Agen in Südfrankreich durch Brennen auf einem Rost und Enthauptung den Märtyrertod erlitt, und hieß danach von Anfang an auch „Fideskloster“. Schutzvögte waren zunächst wohl die Scherzinger, dann die Grafen von Nimburg und, mit ihnen konkurrierend, die Zähringer, nach deren Aussterben 1218 die Grafen von Freiburg, nach der Loslösung Freiburgs von den Grafen 1368 die Habsburger mit ihrer vorderösterreichischen Verwaltung in Ensisheim im Elsass.

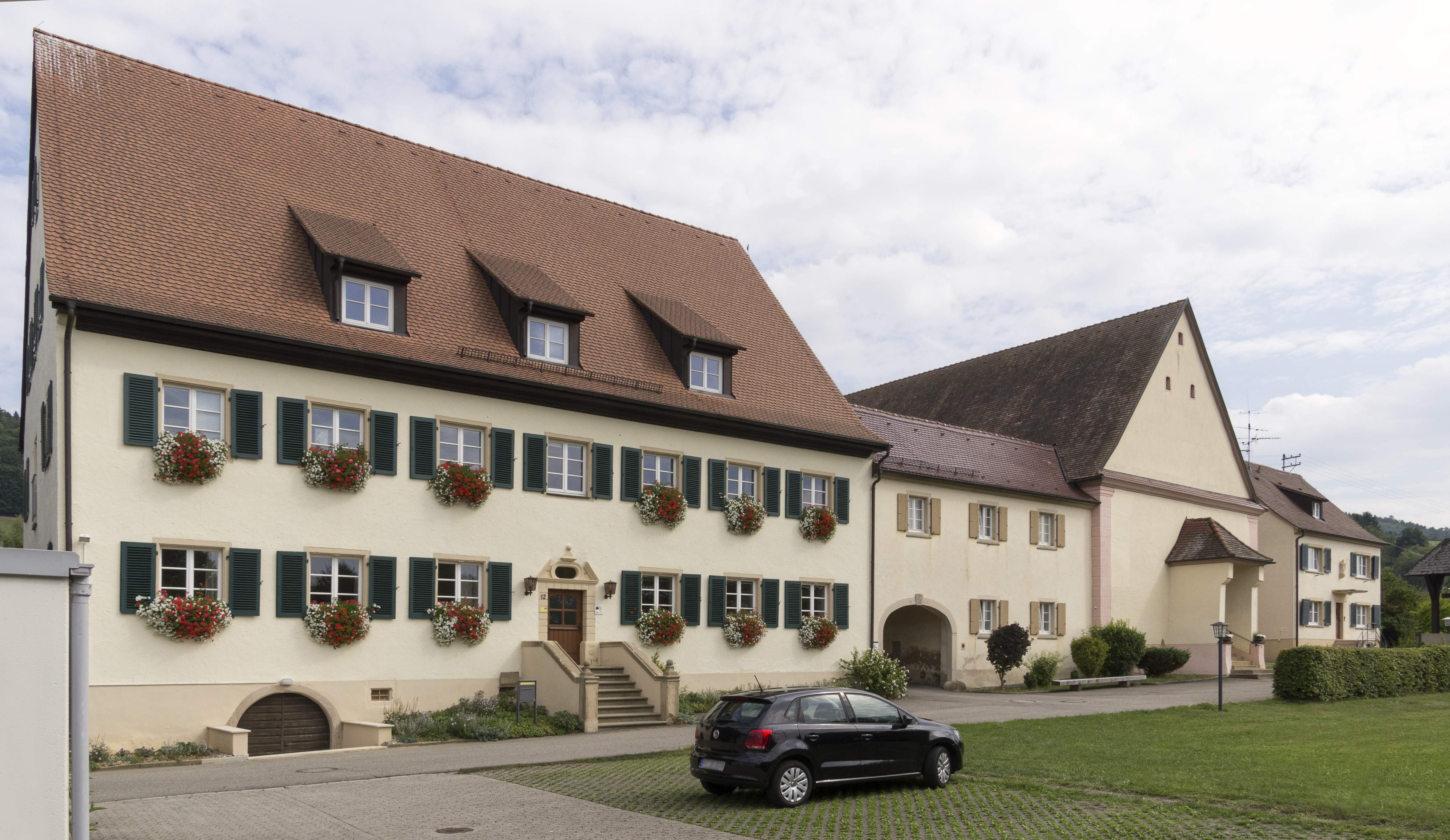
Verwaltungszentrum des Dorfhelferinnenwerks, Verbindungsbau, Kirche und das Pfarrhaus von 1957

Im Jahr 1269 beherbergte das Priorat 22 Schwestern. 1468 verbrannten Kirche und Klostergebäude. 1493 waren es noch drei Schwestern. 1525 wurde, was wieder aufgebaut worden war, im Deutschen Bauernkrieg erneut zerstört. 1570 nannte die Regierung in Ensisheim das Kloster „beschwerlich verarmet und verderbt“; wenn von Cluny immer nur ein Französisch sprechender Propst geschickt werde, sei eine Erholung nicht möglich. Schon 1568 war die Niederlassung im Möhlintal von Cluny getrennt und dem Kloster St. Peter auf dem Schwarzwald eingeordnet worden. Vorläufig 1587, endgültig 1598 wurde auch das Fideskloster St. Peter inkorporiert. Philipp Jakob Steyrer schrieb: „Gedachtes Kloster stund zu Selden neben einer Cluniacenser-Probstey bis beyläufig Anno 1500, um welche Zeit es in völligen Verfall gerathen ist, und blieb allein die Probstey noch übrig. Da aber auch diese von Tag zu Tag abnahm ..., ist dieselbe dem Gotteshaus St. Peter auf dem Schwartzwald Anno 1598 von Papst Clemens VIII. einverleibt worden.“ Damals wurde der Evangelist Markus zweiter Kirchenpatron. Mit der Säkularisation endete 1806 die Zugehörigkeit zu St. Peter und die Geschichte des Priorats. Die Kirche blieb, was sie von Anfang zusätzlich gewesen war, Pfarrkirche. Das ehemalige Propsteigebäude wurde zunächst Pfarrhaus; 1957 zog nach dem Bau eines neuen Pfarrhauses die Dorfhelferinnenschule Sölden ein. Es war die erste Schule dieser Art in der Bundesrepublik. 2001 wurde sie geschlossen, und an ihre Stelle trat das Verwaltungszentrum des Dorfhelferinnenwerks Sölden e.V., das zum Deutschen Caritasverband gehört.

## Baugeschichte

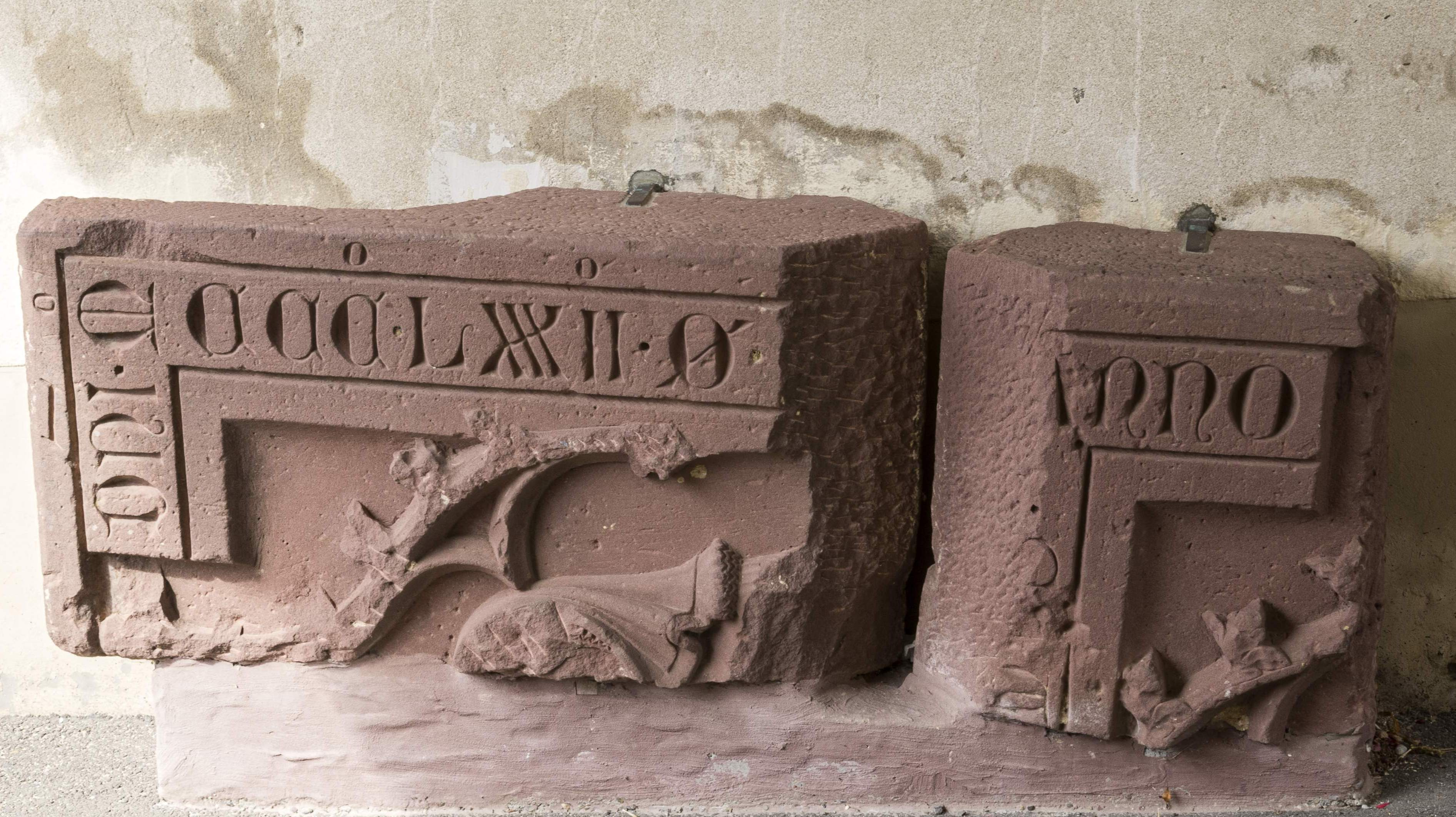
Ältestes Datum, 1382, am Durchgang zum Friedhof

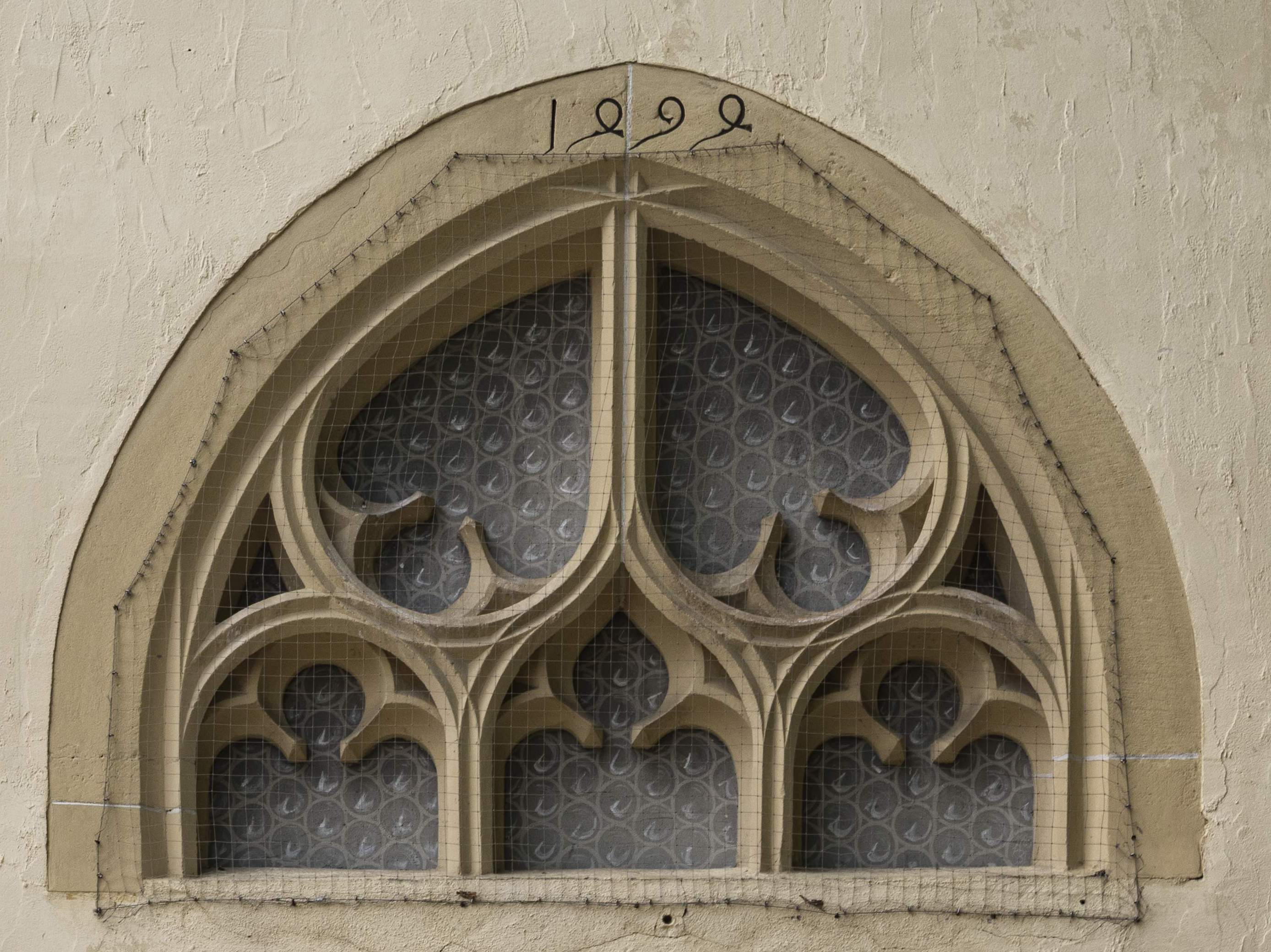
Datum einer Wiederherstellung, 1494, am Scheitelfenster des Chors

Die erste Kirche stand wohl an der Stelle der heutigen, ebenso das erste Propsteigebäude für die betreuenden Mönche aus Cluny oder St. Peter. Das Gebäude für die Nonnen vermutet der in Sölden geborene katholische Priester und Heimatforscher Franz Kern an der Stelle des heutigen Pfarrhauses, bei dessen Errichtung 1956 man in ungefähr ein Meter Tiefe auf eine Brand- und Ziegelschicht stieß.
Nach dem Brand von 1468 wurde das Haus für die Nonnen nicht wieder aufgebaut. Die wenigen verbleibenden Schwestern kamen vermutlich im Propsteigebäude unter. Die älteste Jahreszahl am Bau trägt ein 1970 gefundenes Sandstein-Werkstück: „Anno Domini MCCCLXXXII“ – 1382. Zeugen der Wiederherstellung sind eine ins Ostfenster der Sakristei eingemeißelte Jahreszahl „1487“ und eine ins Ostfenster des Chors eingemeißelte Jahreszahl „1494“. 1509 wurde die wiederhergestellte Kirche vom Bischof von Konstanz konsekriert. Die Äbte von St. Peter nahmen sich ihrer neuen Propstei an, so Gallus Vögelin, Abt von 1585 bis 1597. 1592 wurde der Friedhof mit einer dem Erzengel Michael anvertrauten Kapelle geweiht. Das Propsteigebäude entstand fast neu. Über dem östlichen Eingang ließ der Abt sein Wappen mit der Jahreszahl „1595“ anbringen. 1640 brannten im Dreißigjährigen Krieg das Kirchendach und die Häuser des Dorfs. 1649 wurde das Kirchendach erneuert und erhielt einen neuen Dachreiter. 1676 brannte im Holländischen Krieg das Propsteigebäude. Erst dreiundzwanzig Jahre später wurde es einigermaßen renoviert – die Jahreszahl „1698“ über dem westlichen Eingang erinnert daran.

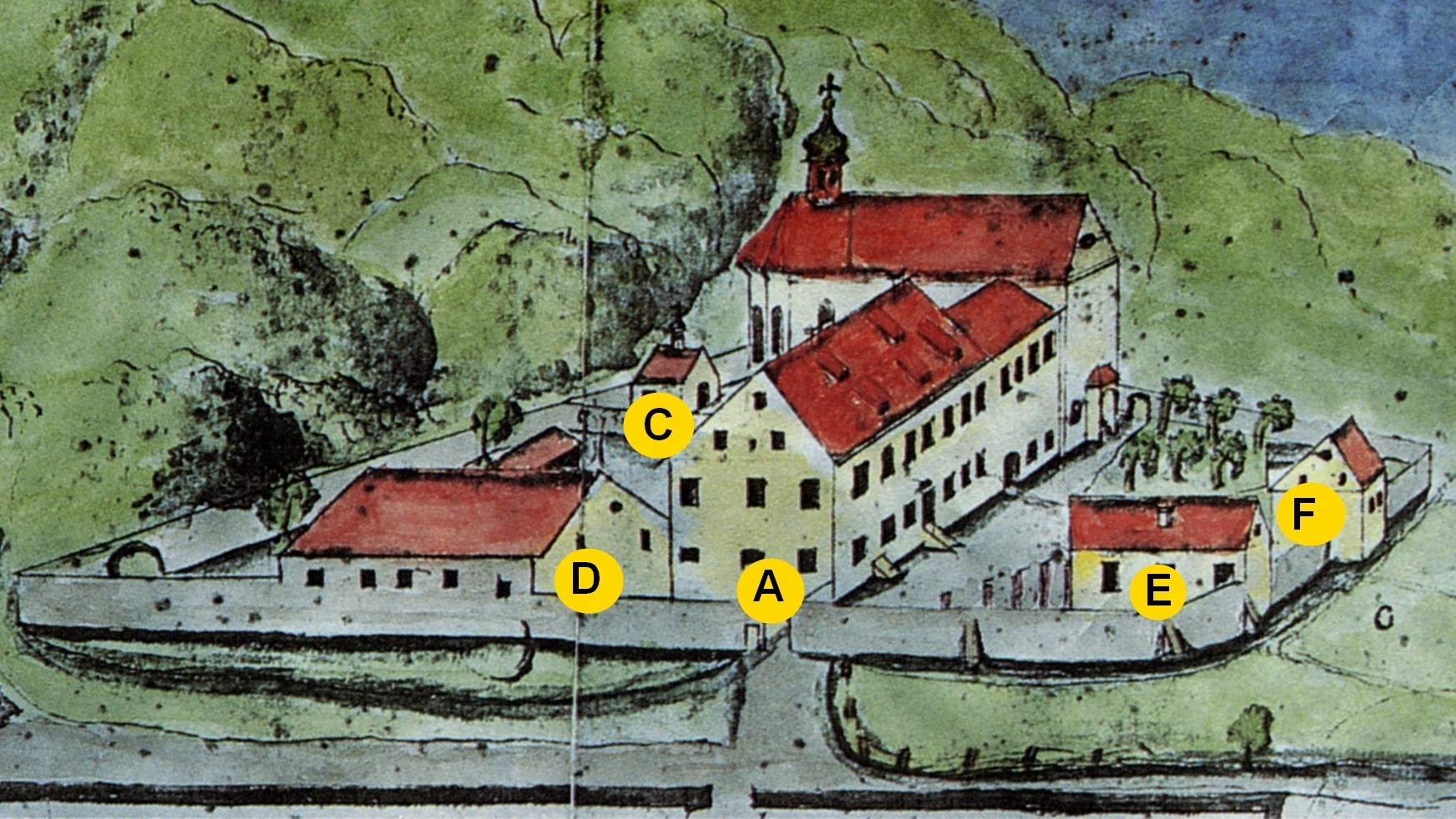
Die Propstei im Jahr 1808
A: Pfarrhaus
C: Michaelskapelle
D: Scheuer mit Stallung
E: Meierhof
F: Zehntscheuer

Die für das heutige Aussehen entscheidende Phase der Baugeschichte begann mit der Wahl Jakob Philipp Steyrers zum Abt 1749. Er blieb Abt für 46 Jahre. „Am 11. Februar 1752 beschlossen die Mönche von St. Peter, auf Anregung ihres jungen Abtes, das Gotteshaus in Sölden total zu erneuern. Es sei zwar groß genug, aber infolge seines gotischen Stiles finster, habe nicht genügend Licht und weise kaum Auszierung auf. Ja, die das ganze Mittelalter beherrschende Sandsteingotik hatte längst aus verschiedenen Gründen ausgespielt und keine Verteidiger mehr. Eine neue Kunstrichtung hatte nach dem Dreißigjährigen Krieg in den katholischen Landen von Süddeutschland sich durchgesetzt: Barock wurde jetzt der neue Stil.“
Steyrer beauftragte den schon zuvor für St. Peter tätigen Maurer Hans Willam mit dem Umbau. Aus den gotischen Fenstern mit Ausnahme des östlichen Chorfensters wurde das Maßwerk herausgeschlagen. In das Schiff wurde eine Gipsdecke eingezogen. Die an die nördliche Chormauer angebaute Fideskapelle wurde abgebrochen. 1757 wurde der aufsteigenden Feuchtigkeit wegen der Fußboden um 1,10 Meter aufgefüllt. In den Folgejahren erhielt die Kirche durch die besten St. Peter verbundenen Künstler, wie den Bildschnitzer Matthias Faller und den Maler Franz Ludwig Hermann, ihre heutige Ausstattung. 1764 errichtete Willam einen neuen Verbindungsbau zwischen Kirche und Propstei. Im selben Jahr schenkte St. Ulrich im Möhlintal der Söldener Kirche das in St. Ulrich nicht mehr benötigte Zwiebeltürmchen des Baumeisters Peter Thumb. 1786 schenkte Abt Steyrer eine Monstranz des Augsburger Silberschmieds Caspar Xaver Stippeldey. „So erfuhr auch die Propstei, wenn auch nicht in dem Maße wie das Priorat St. Ulrich, des Abtes Förderung und Liebe.“
Mit der Säkularisation wurde die ehemalige Propstei Pfarrhaus. 1811 wurde die Michaelskapelle auf dem Friedhof abgebrochen, vier Jahre später an ihre Stelle ein Steinkreuz von Franz Anton Xaver Hauser (1739–1819) gestellt. 1937–1938 wurden unter Pfarrer Ernst Föhr und dem Konservator der kirchlichen Denkmäler in Baden, Joseph Sauer, die Wandgemälde restauriert und ergänzt und die barocke Farbigkeit der Altäre wiederhergestellt. 1957 wurde das neue Pfarrhaus gebaut, 1970 die Sakristei erneuert. Von 1959 bis 1977 wurden an der Stelle der alten Scheuer mit Stallung Erweiterungsbauten für die Dorfhelferinnenschule errichtet, nach deren Schließung aber wieder abgerissen und durch einen Ziergarten ersetzt. 1995 schuf Frido Lehr einen Zelebrationsaltar und Ambo. Bei der jüngsten Erneuerung von 2005 bis 2012 wurden unter anderem der Candidaschrein, das Heilige Grab, Reliquienbehälter und Messgewänder restauriert.

## Kirchengebäude

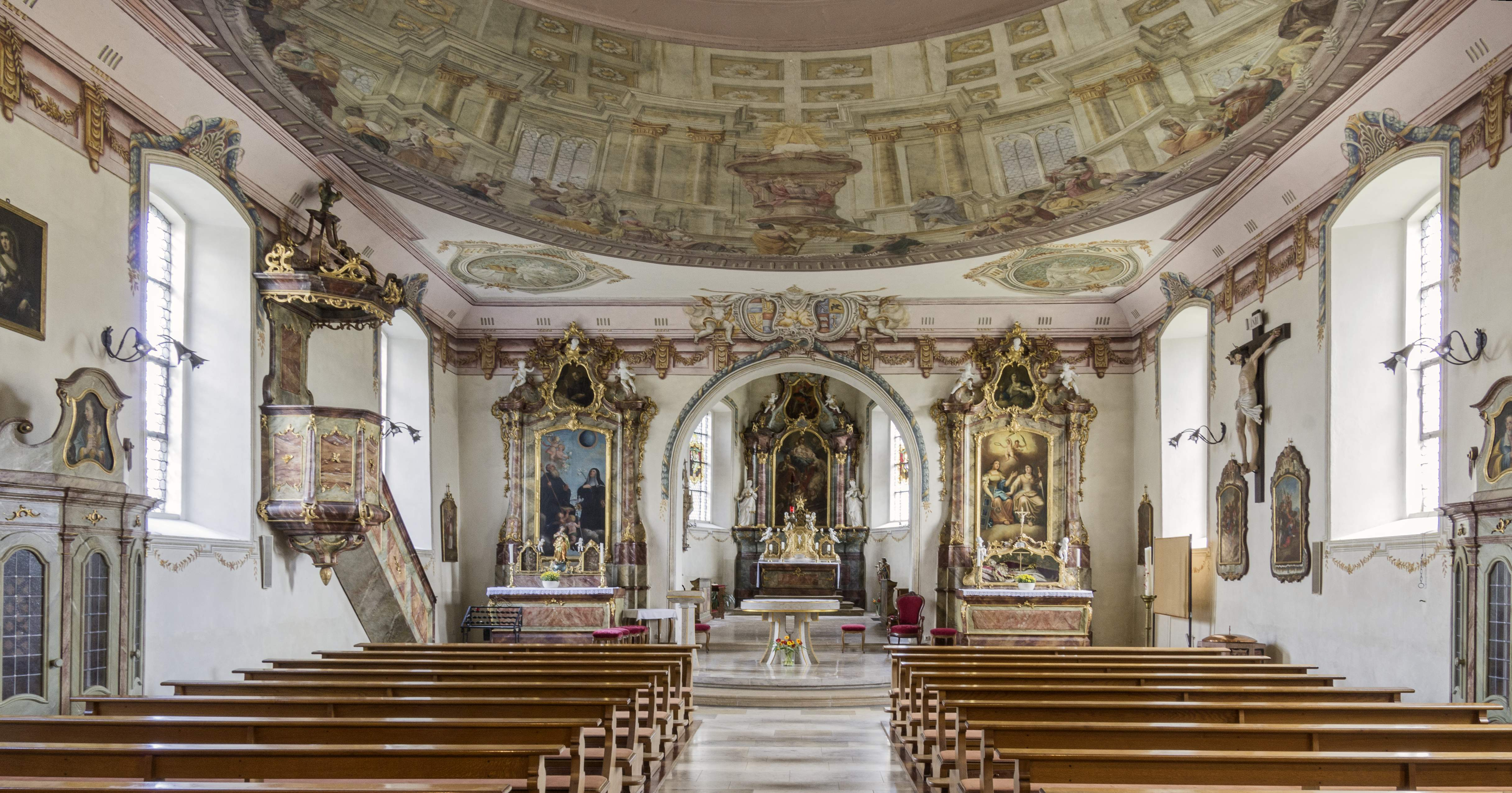
Inneres nach Osten in Richtung Altarraum

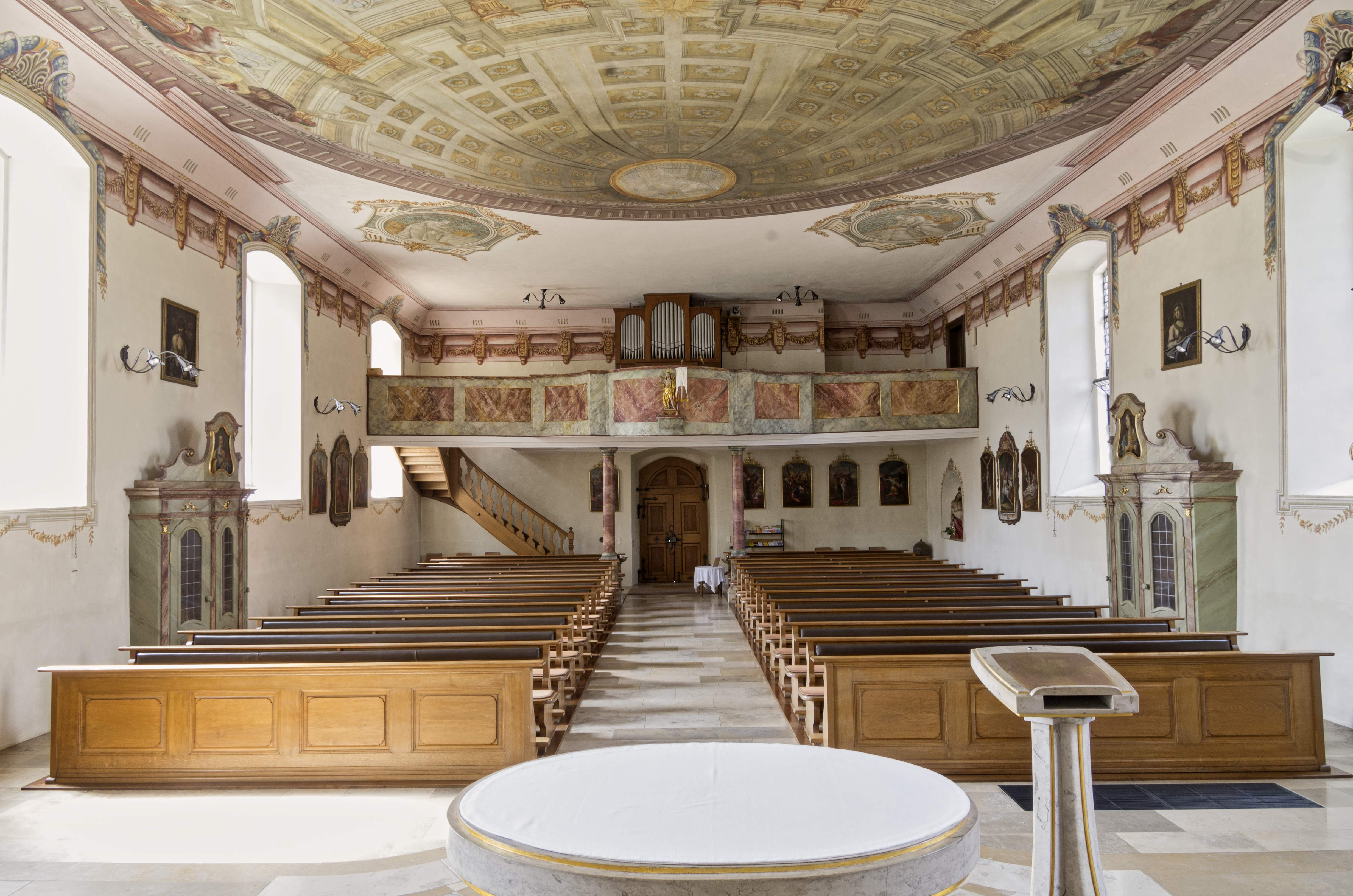
Inneres nach Westen in Richtung Orgel

Die Wände enthalten noch gotisches Mauerwerk. Das Langhaus ist ein Saal mit beiderseits vier Fenstern und westlicher Orgelempore. Östlich folgt der eingezogene, polygonal schließende Chor mit Strebepfeilern. Das Scheitelfenster des Chors mauerte Willam unter Erhaltung des gotischen Maßwerks zu; das Maßwerk ist heute wieder freigelegt. Die übrigen Fenster schließen mit flachen Bögen. Der Dachreiter Peter Thumbs „zeigt eine elegant gestaltete, kraftvoll geformte Zwiebel und ein doppeltes, vergoldetes Turmkreuz.“ Die flache Decke des Schiffs sitzt einer Hohlkehle auf.

## Ausstattung

### Wandbemalung und Deckenbilder
Dank der großen, mit Butzenscheiben verglasten Fenster und der weißen Wände wirkt das Innere hell. Die reiche Bemalung der Hohlkehle, die Umrahmungen der Fenster mit bekrönenden Muscheln und die Umrahmungen der alten Deckengemälde wurden bei der Restaurierung 1937–1938 aufgefrischt und ergänzt. Dabei wurde „der Stil-Charakter des Saalraumes verändert: Lorbeer-Gehänge, Girlanden und Konsolen unter der Hohlkehle geben dem Raum einen klassizistischen Charakter, den er so vorher nicht hatte und der eine Zutat darstellt. Bei der letzten Renovation 1993–96 wollte man jedoch diese Ausschmückung der Kirche beibehalten.“

Deckenbilder
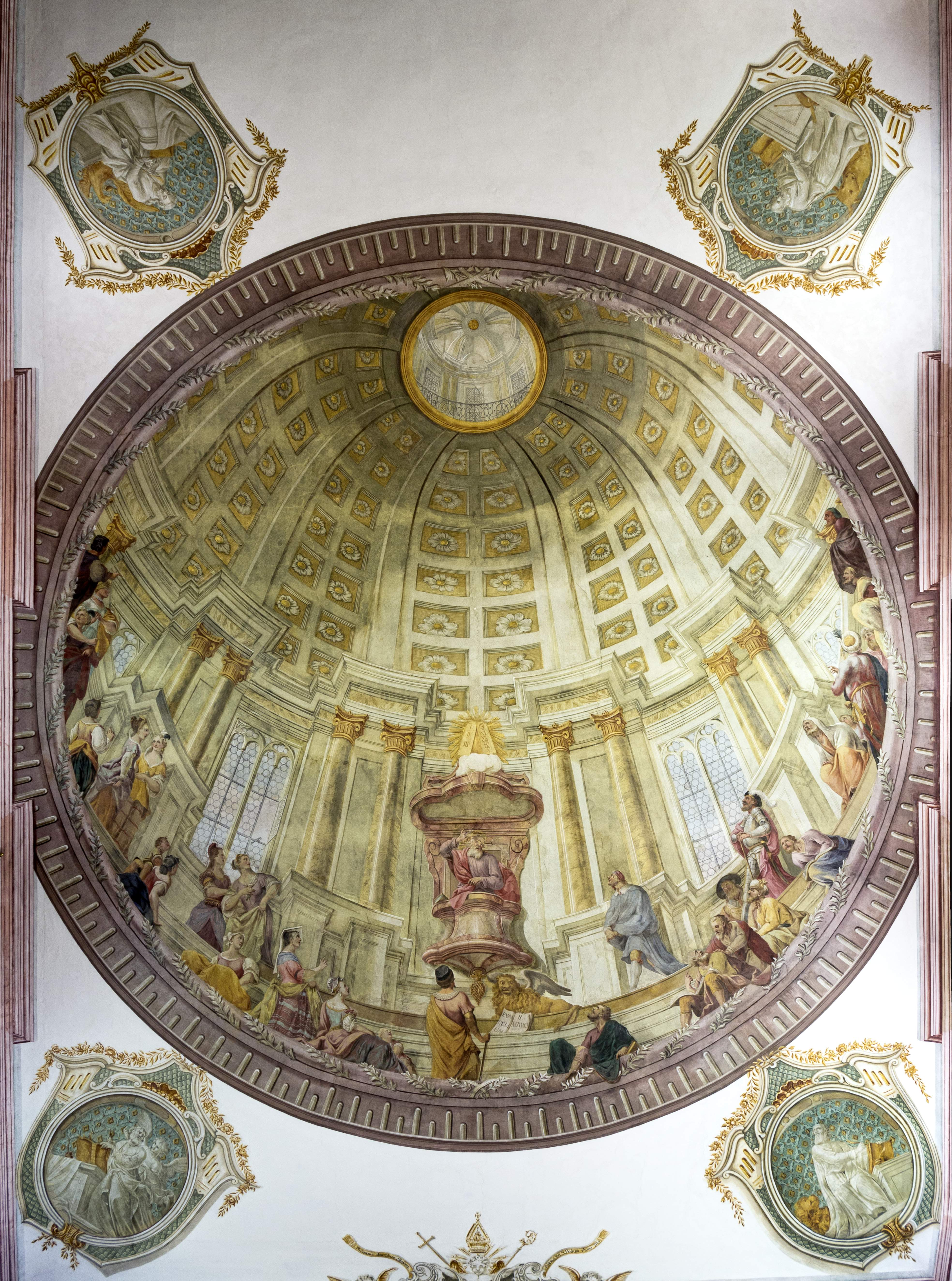
Kirchenschiff
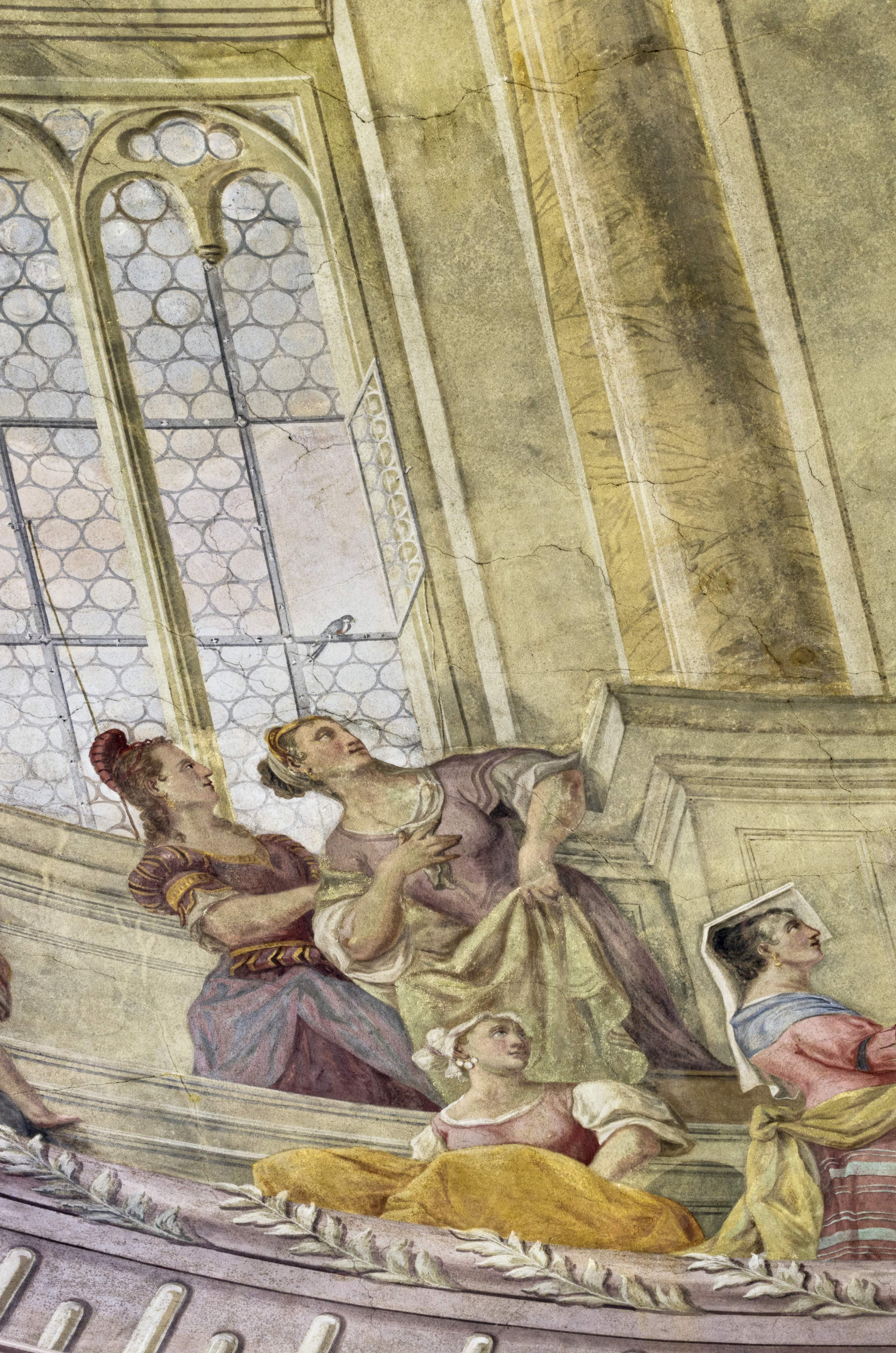
„Die zwei hübschen Schönheiten“
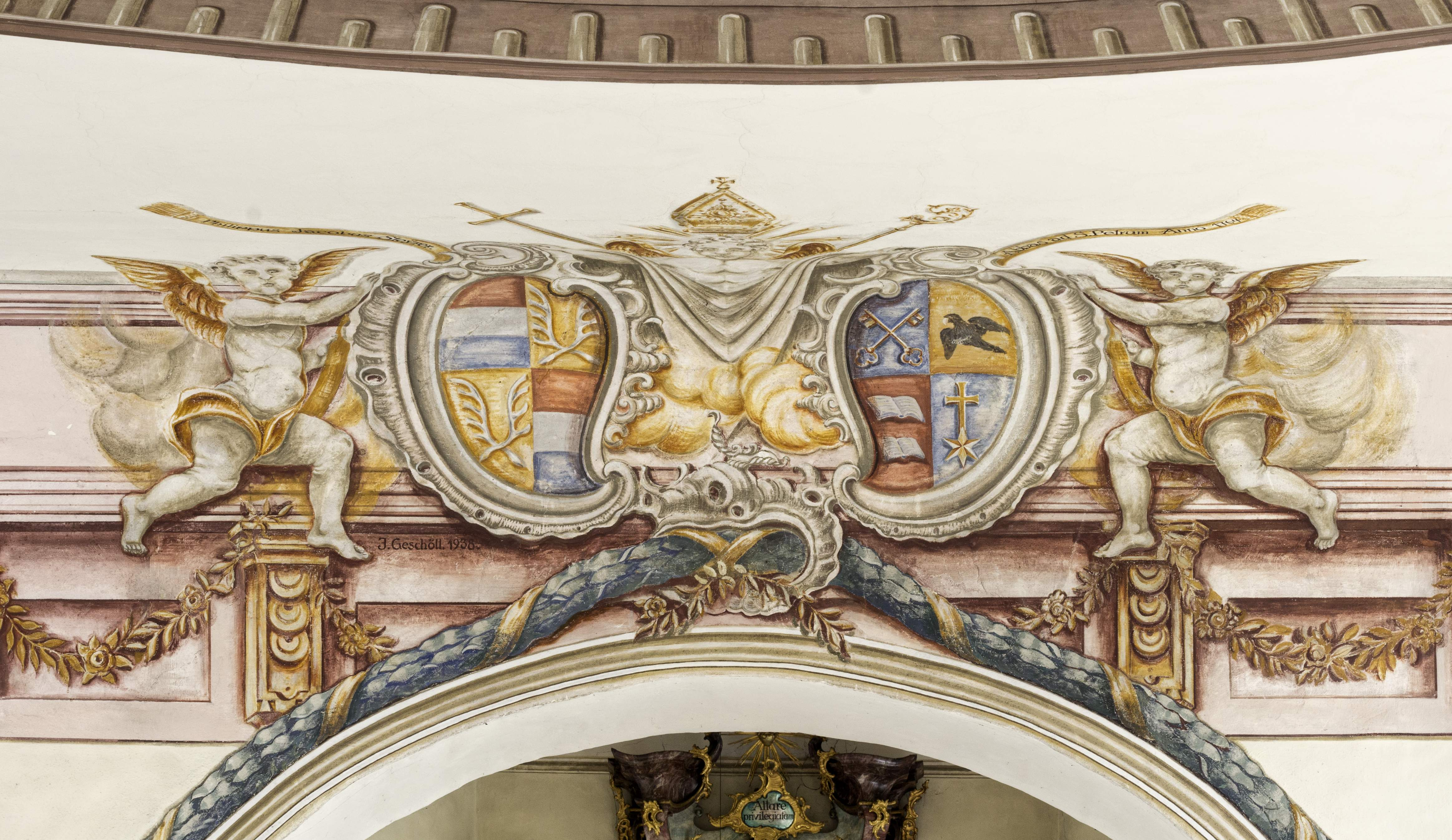
Chorbogen
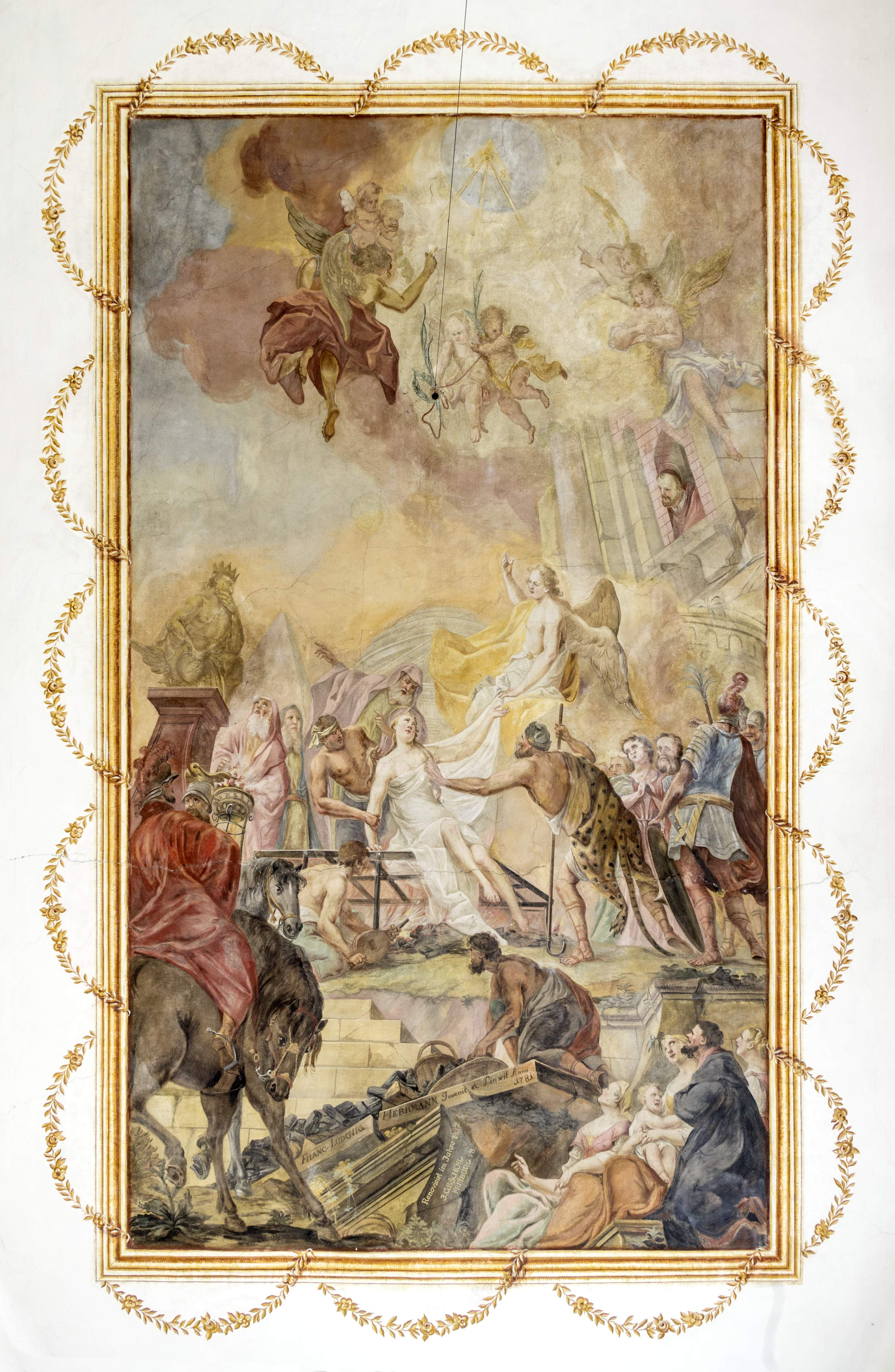
Chor

Alle Deckenbilder – für den Kunsthistoriker Franz Xaver Kraus 1904 noch „die unbedeutenden Deckengemälde“ – stammen von Franz Ludwig Hermann. Das riesige, die Decke fast füllende Hauptgemälde im Schiff, wegen der Höherlegung des Bodens kaum zu überschauen, signiert „Franc. Ludovic. Herrmann inv. et pinxit 1764“, verherrlicht den Evangelisten Markus. Gemalte Sockel, Säulen und Gesimse und eine gemalte Kassettendecke täuschen eine stattliche Kuppelkirche vor. Markus predigt auf einer Kanzel im Osten, die die Gesetzestafeln des Moses trägt und unter der ein Löwe, Attribut des Evangelisten, kauert. Locker im Rund verteilt lauschen neunundzwanzig Personen, ein Mann in blauem Mantel gleich rechts der Kanzel vielleicht der Künstler selbst. „Die zwei hübschen Schönheiten zur Linken unter dem geöffneten Fenster, unter dem draufsitzenden Vögelchen, sollen die Töchter des im letzten Jh. abgegangenen Heidenhofbauern gewesen sein, welche dem Meister neugierig zuschauten und dann von ihm mit dem Pinsel verewigt wurden.“
In die vier Ecken der Schiffsdecke malte Hermann Grisaille-Rundbilder der vier Evangelisten, über den Chorbogen zwei Wappenschilde, links je zweimal den österreichischen Bindenschild – ursprünglich rot-weiß-rot, bei der letzten Restaurierung falsch in rot-weiß-blau geändert – und Steyrers Wappen, ein Hirschgeweih; rechts die Wappen der Abtei St. Peter (auf blauem Grund zwei gekreuzte Schlüssel), des heute zu Bollschweil gehörenden Weilers Geiersnest (ein Geier auf Goldgrund), des Priorats St. Ulrich (die zwei Regelbücher des heiligen Ulrich auf rotem Grund) und Söldens (auf blauem Grund ein Stern mit aufgestecktem Kreuz). Auf goldfarbenen Bändern an den Wappenschilden steht „Philippus Jacobus Steyrer. Abbas ad S. Petrum Anno 1764“.
Das Deckenbild im Chor, von einer goldenen Girlande umkränzt, ein Martyrium der heiligen Fides, ist siebzehn Jahre jünger, bezeichnet „Franc. Ludovic. Herrmann Invenit & Pinxit Anno 1781.“

### Altäre

Hauptaltar
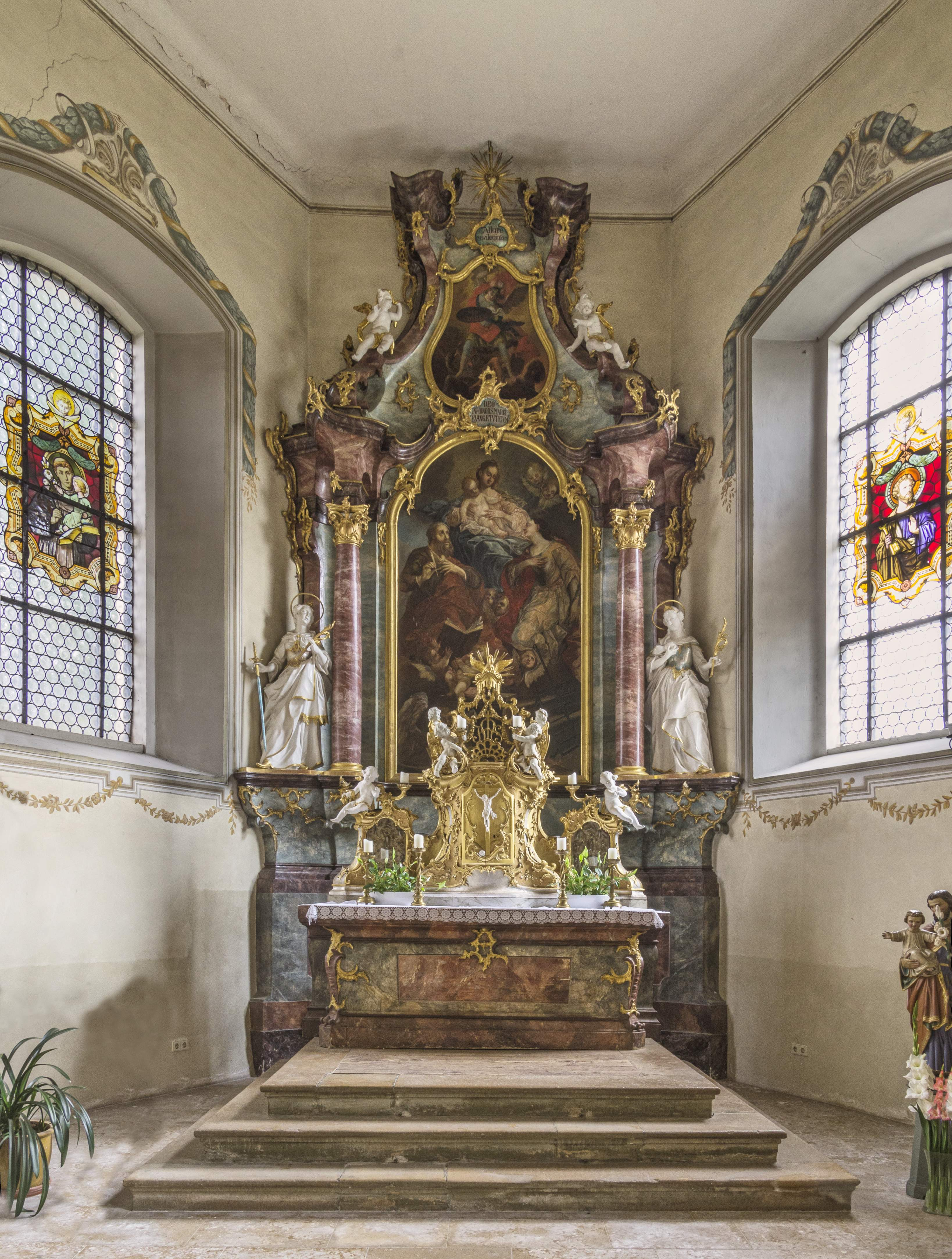
Gesamtansicht
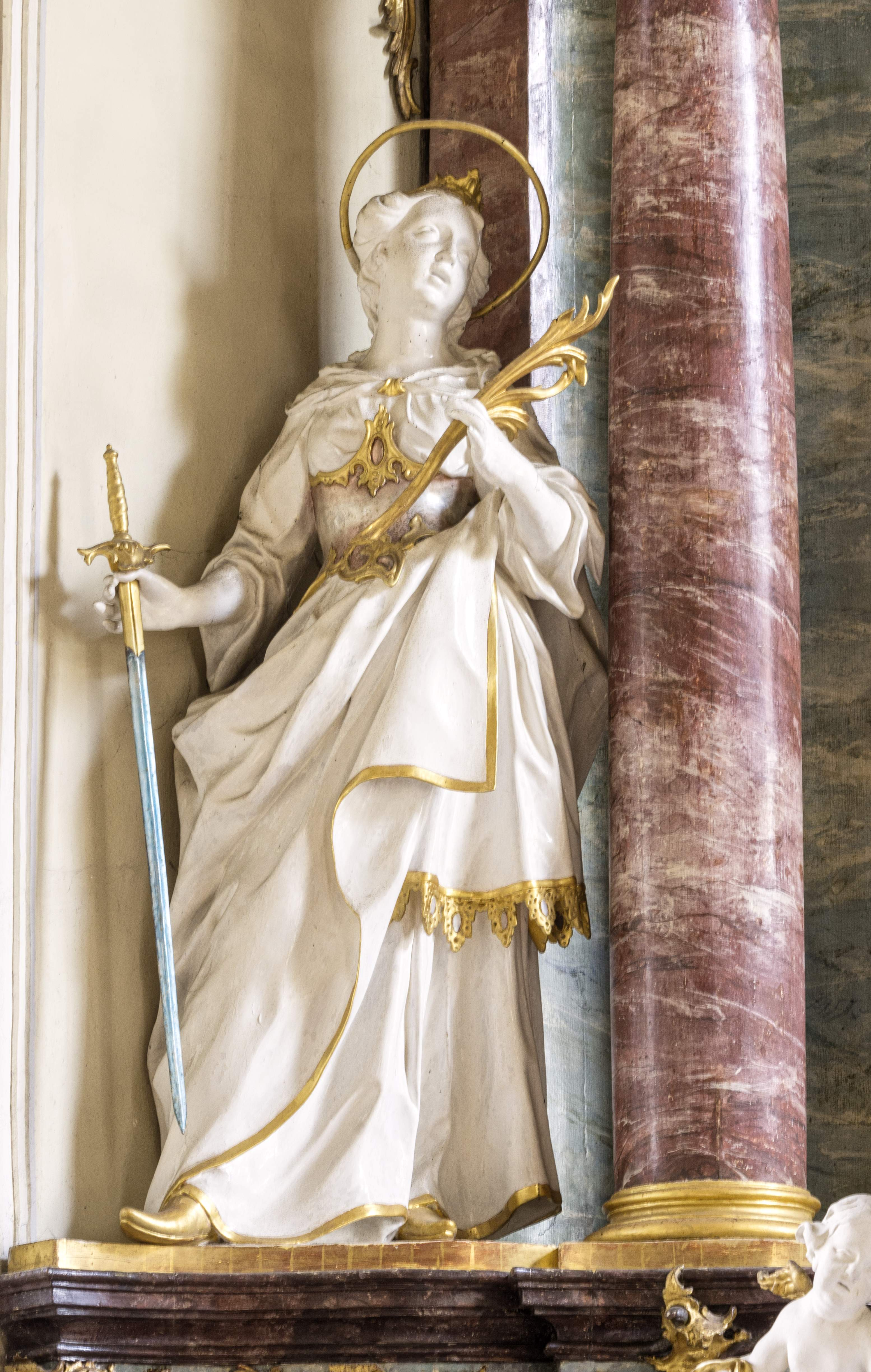
Fides
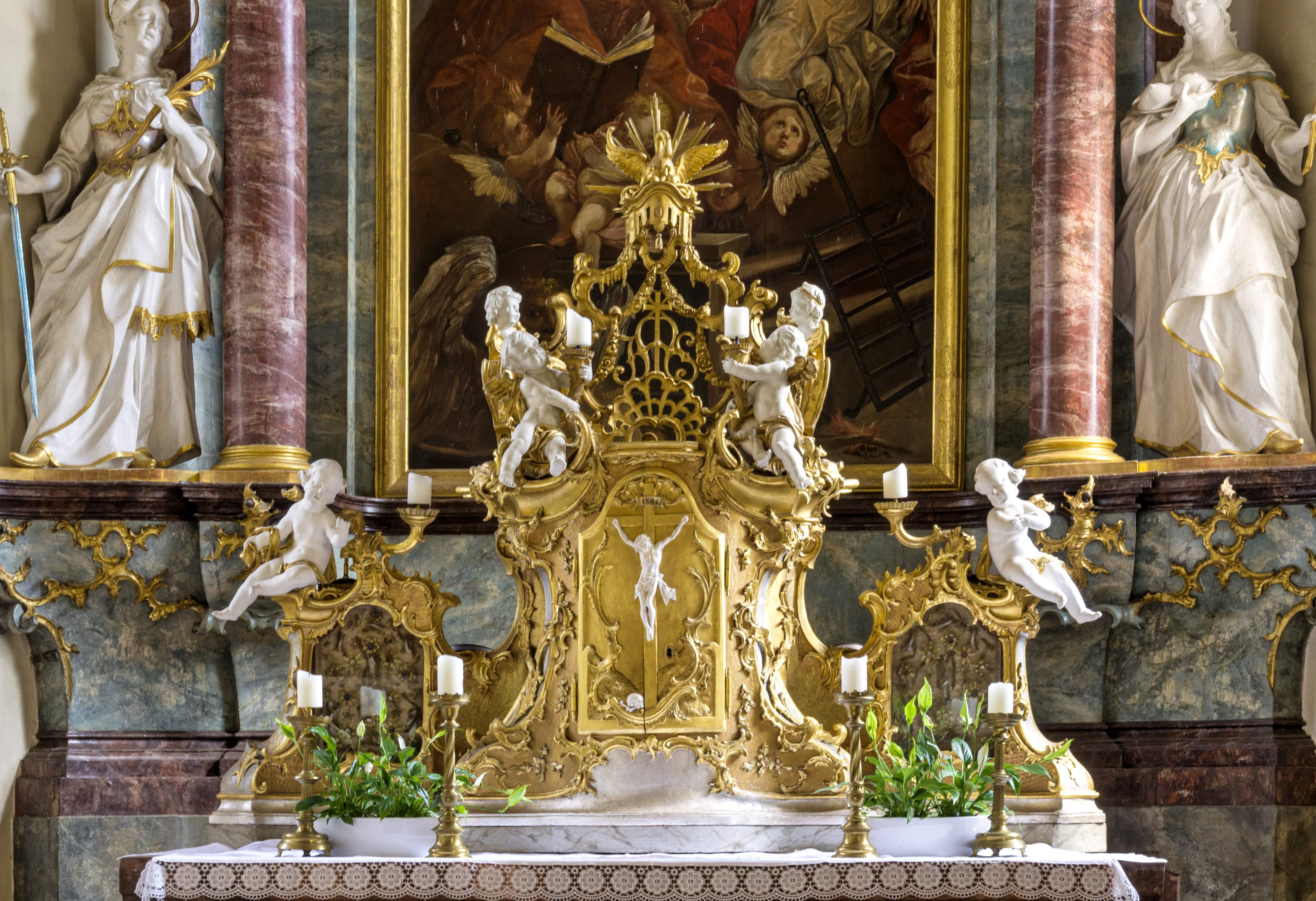
Tabernakel
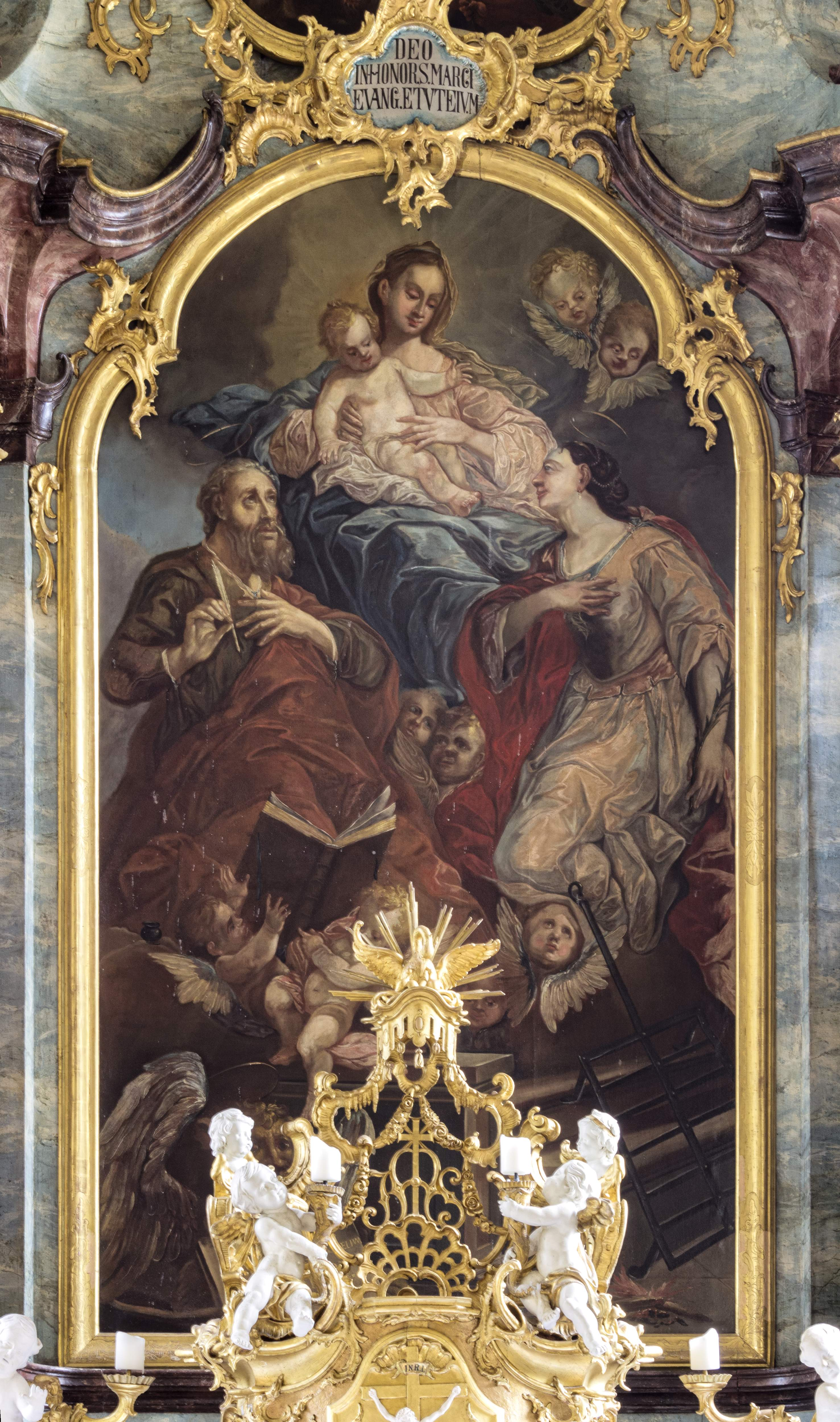
Markus und Fides
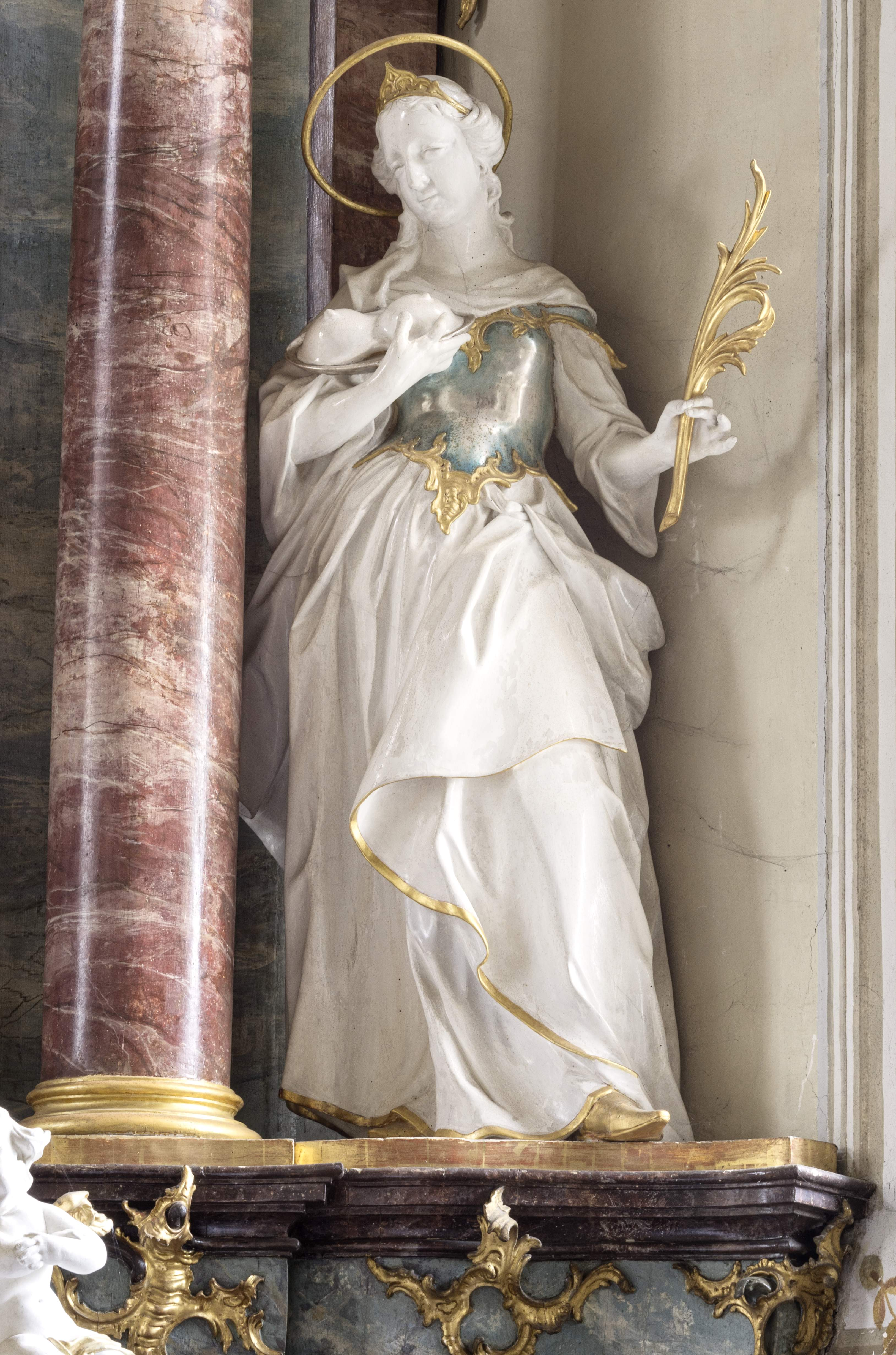
Agatha

Fallers „Hochaltar von 1786, geprägt von einem Säulenpaar und seitlichen Volutenspangen, gehört mit seinem elegant geschwungenen Aufbau zu den reifsten Rokoko-Retabeln des Breisgaus.“ Auf den Voluten sitzen Putten. Außen stehen neben den Säulen links die heilige Fides mit Siegespalme und Schwert, rechts die heilige Agatha von Catania mit Siegespalme und einem Tablett, auf dem ihre beiden Brüste liegen, die ihr beim Martyrium abgeschnitten wurden. „Im Spätmittelalter deutete das Volk die beiden runden Gegenstände als Brote oder Wecken und ließ am Agathatag, dem 3. Februar, bis heute solche Brote weihen, nicht um sie wie heute zu verspeisen, sondern um sie zusammen mit ‚Agathazetteln‘ als Abwehrmittel bei Gewittern in das Herdfeuer zu werfen.“ Seit der Renovierung 1937–1938 sind die Figuren von Übermalungen befreit und zeigen sich im ursprünglichen Alabasterweiß. Von Faller stammt auch das Tabernakel mit Rocaillen, Blatt- und Blütenwerk, vier Putten, zwei seitlichen Reliquiaren und einem in die Tabernakeltür eingelegten Kreuz, alles vergoldet bis auf – alerbasterweiß – die Putten, das Corpus am Kreuz und den Totenschädel an dessen Basis. Der Aufsatz mit dem Pelikan und den zwei rückwärtigen Engelsköpfchen allerdings, der das Hochaltarbild zum Teil verdeckt, stammt aus dem 20. Jahrhundert.
Das Hochaltarbild schuf der Freiburger Johann Michael Saur († 1745), der auch in St. Peter malte, bereits 1742. Es zeigt die heiligen Fides mit Rost und Markus mit Federkiel, Buch und Löwen unter Maria mit ihrem Kind. Das Oberbild, von Franz Ludwig Hermann, zeigt den Erzengel Michael.
Auch die einander ähnlichen Seitenaltäre schnitzte Matthias Faller, wie den Hochaltar mit Putten auf den seitlichen Voluten. Ihr Maler war Georg Saum, ein Schüler Franz Ludwig Hermanns.

Linker Seitenaltar
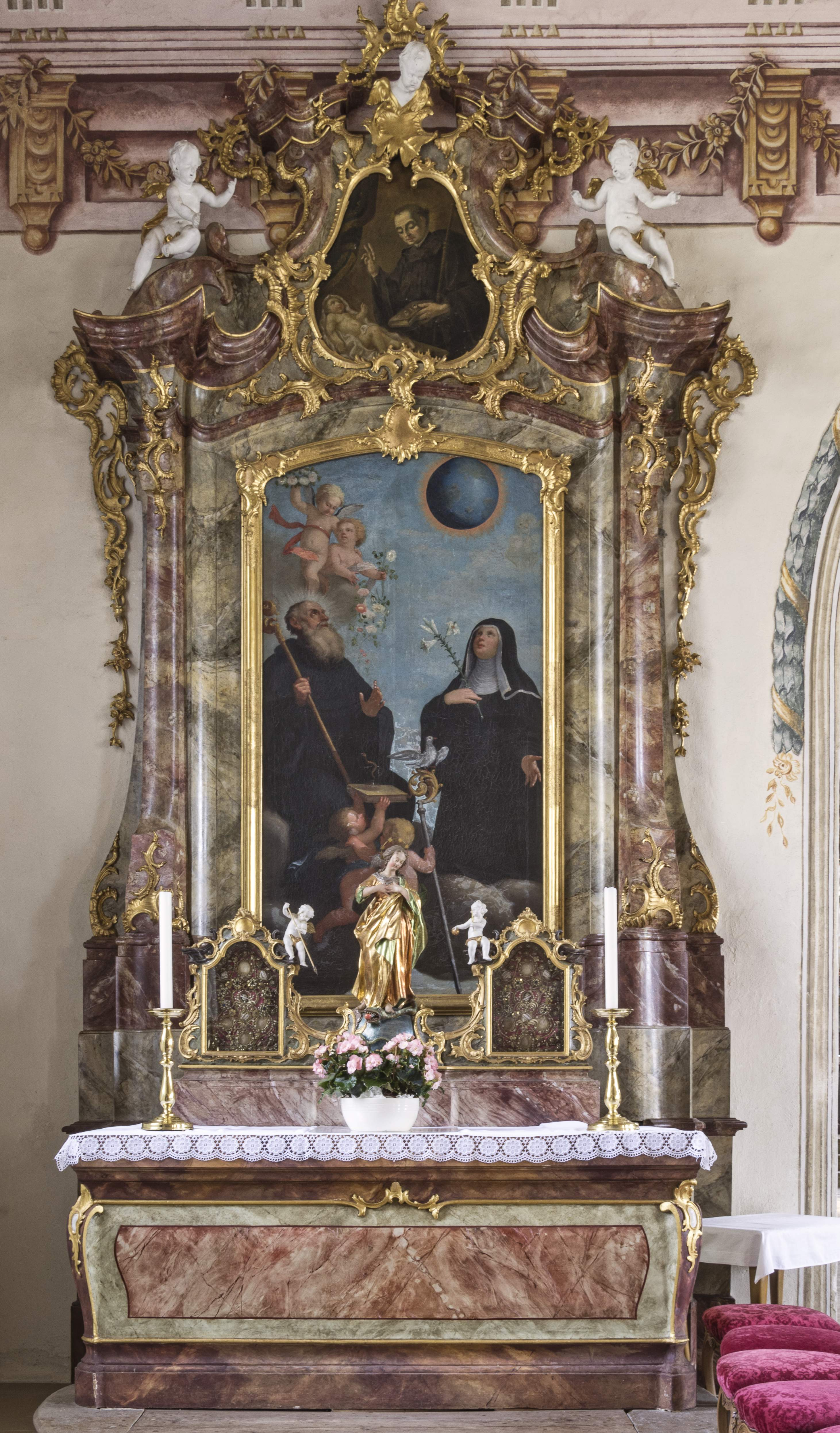
Gesamtansicht
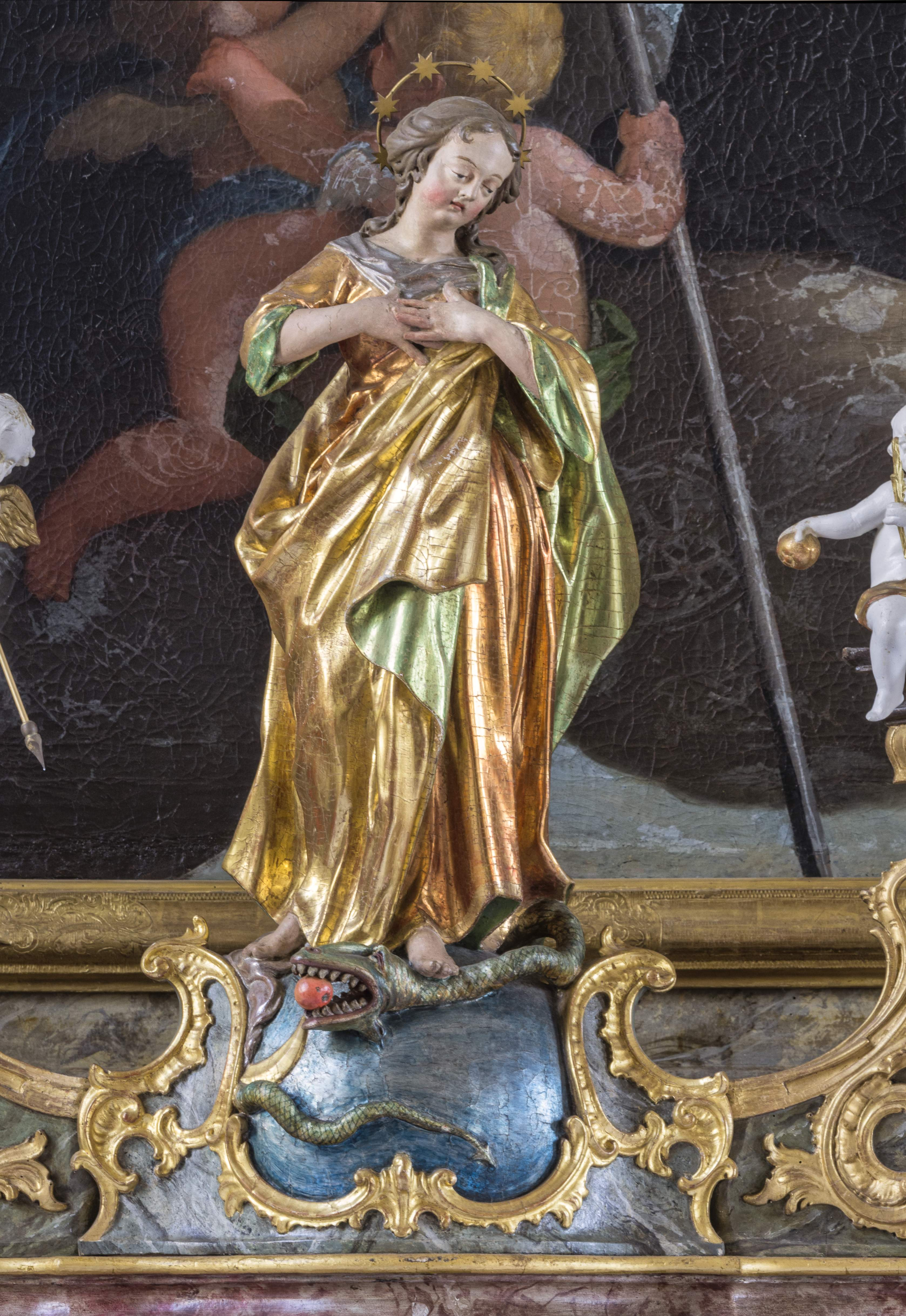
Immaculata
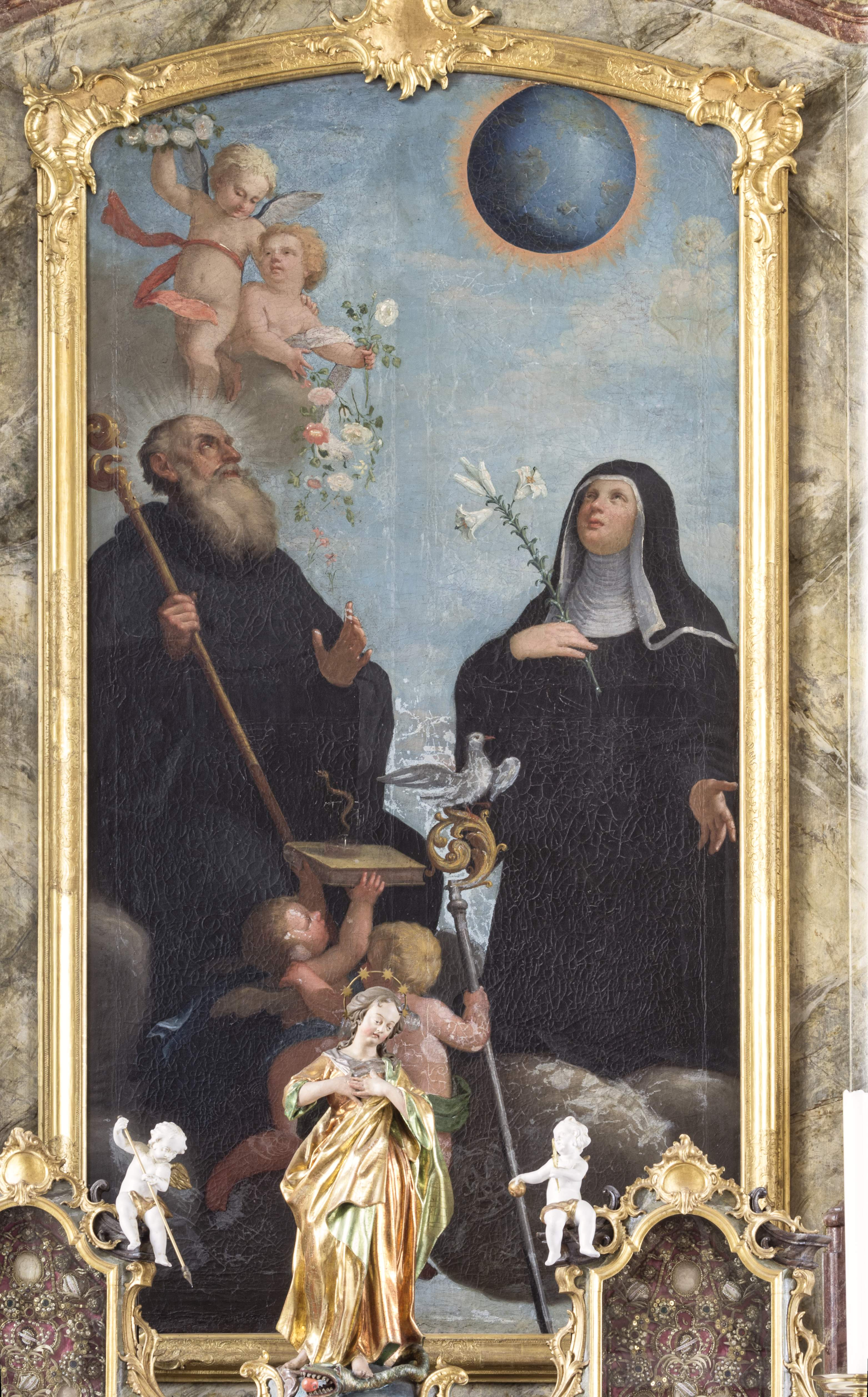
Benedikt und Scholastika
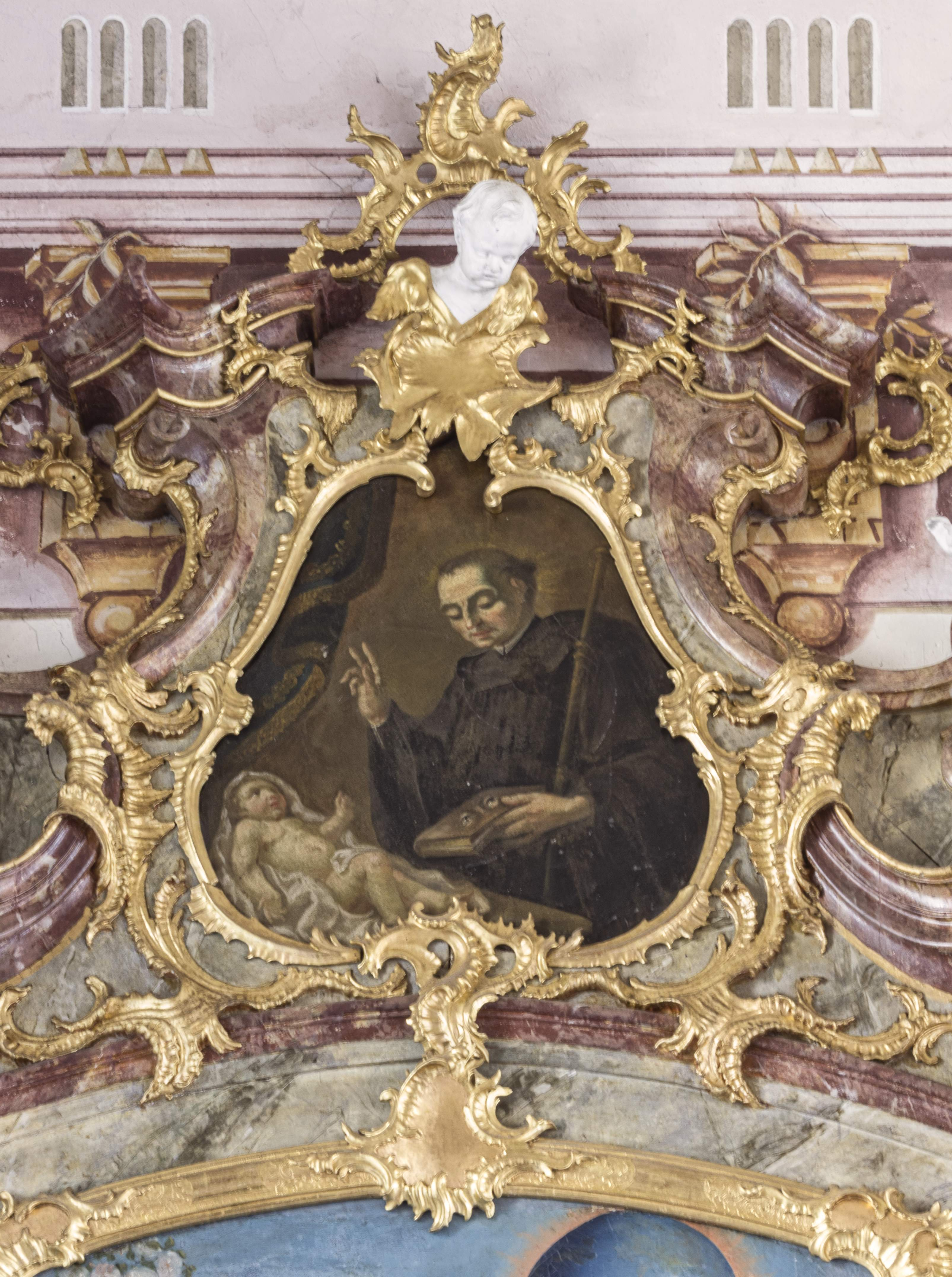
Ulrich

Auf dem Benediktsaltar links flankieren zwei Reliquiare eine in sich gekehrte Immaculata, auf der Weltkugel mit einer Schlange stehend, das Haupt mit Sternen gekränzt (Offb 12,1 ). Das Hauptbild zeigt die heiligen Benedikt von Nursia und Scholastika von Nursia, Benedikts Schwester. Auf das Gebet der dem Tode nahen Scholastika verfinsterte sich die Sonne, um Benedikt gegen seine Ordensregel ein mehrtägiges Verweilen bei ihr zu erlauben. Als er zu seinem Kloster zurückkehrte, sah er Scholastikas Seele als Taube zum Himmel fliegen. Ein Engelchen trägt Scholastikas Äbtissinnen-Stab, auf dessen Krümme die Taube sitzt, ein anderes das Buch mit der Ordensregel. Auf dem Buch steht ein Glas, aus dem sich eine Schlange ringelt: Benedikts Mönche wollten ihn vergiften, aber das Glas zersprang, als Benedikt das Kreuzzeichen darüber machte. Im Oberbild ruft der heilige Ulrich ein Kind ins Leben zurück.

Rechter Seitenaltar
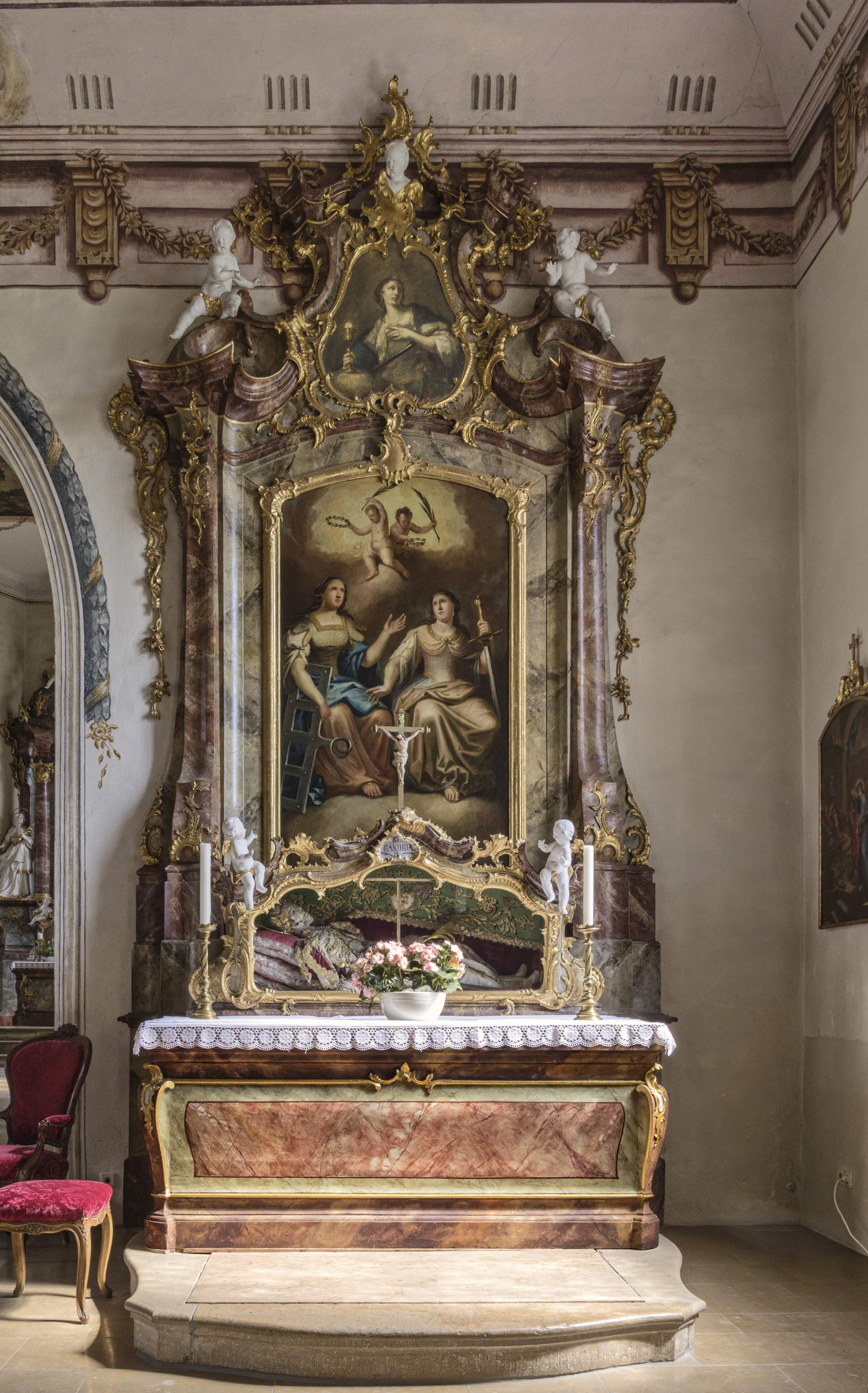
Gesamtansicht
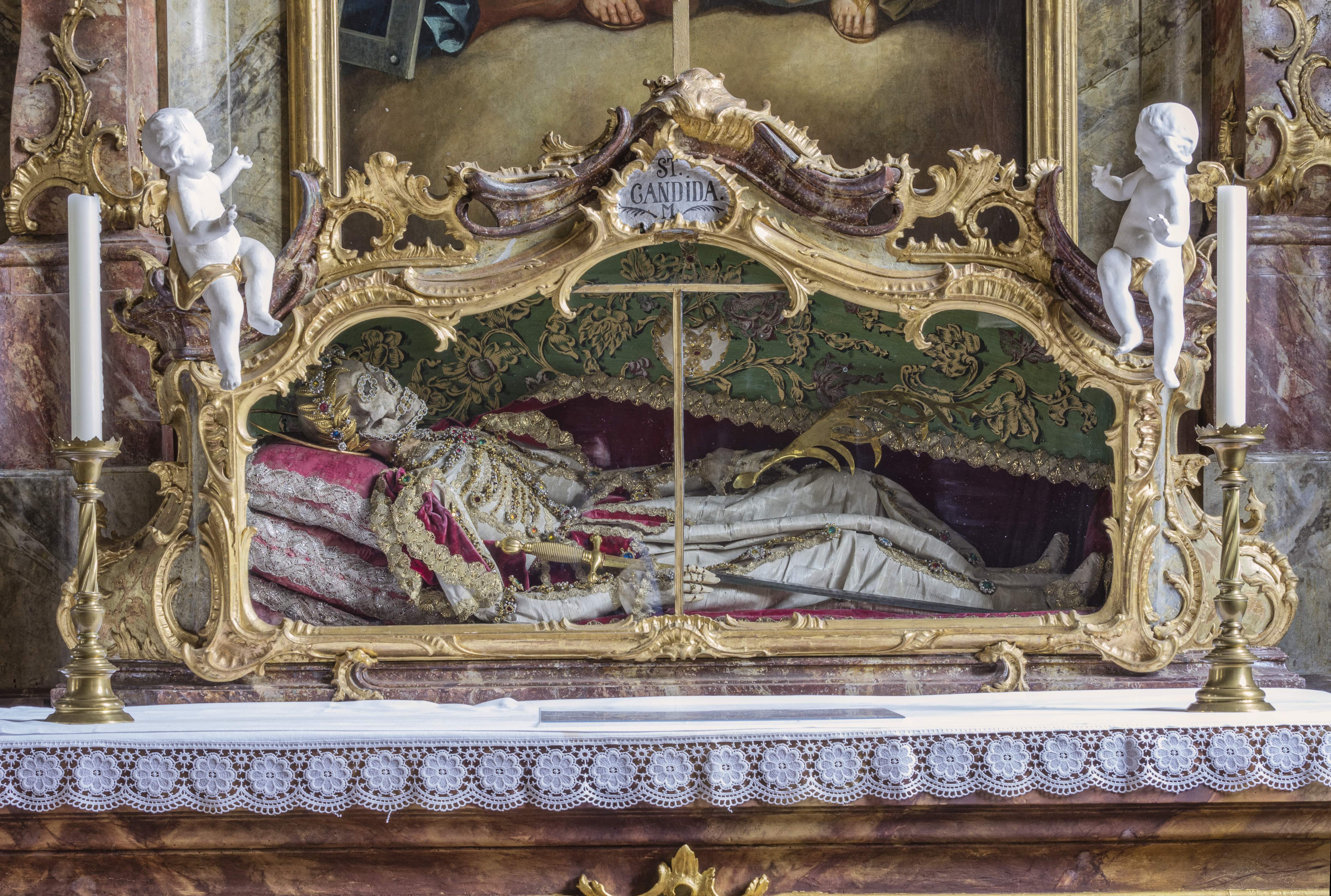
Candidaschrein
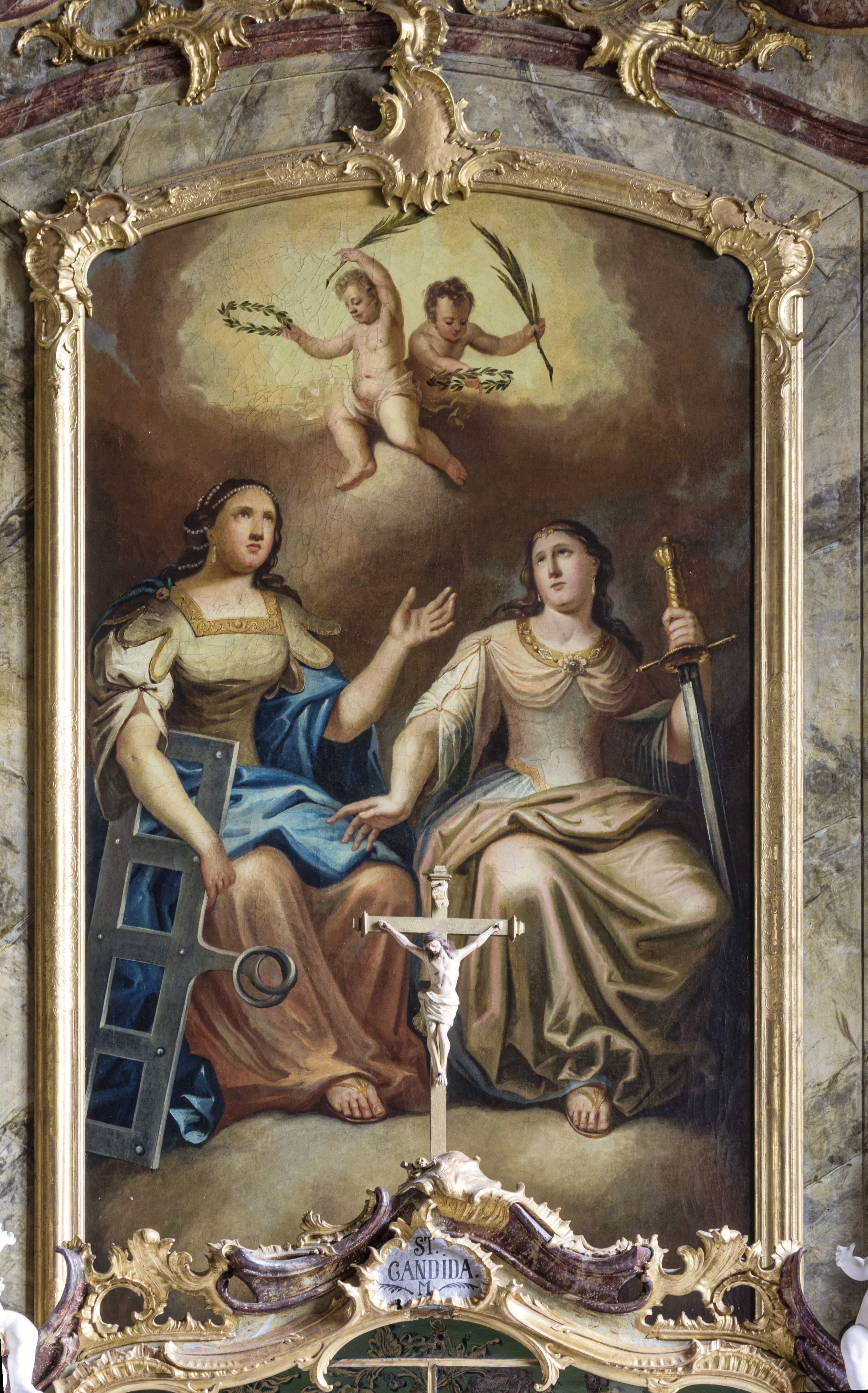
Fides und Candida
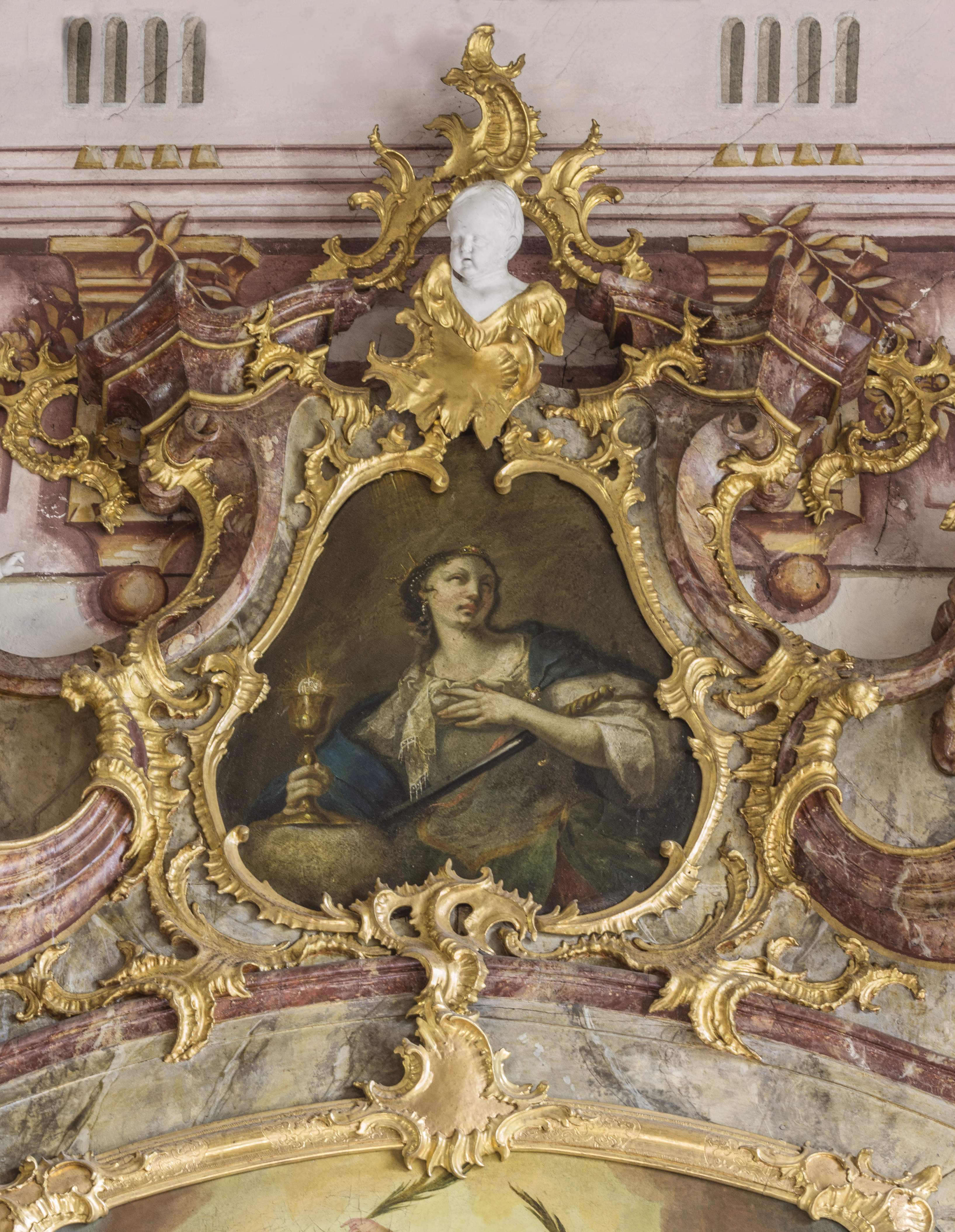
Barbara

Der Fidesaltar rechts trägt den Schrein einer Katakombenheiligen, der heiligen Candida. Abt Steyrer hatte die Reliquien, aus den Katakomben bei Sant’Agnese fuori le mura oder den
Priscilla-Katakomben stammend, erworben. Er ließ sie von Schwestern des Klosters St. Ursula (Freiburg im Breisgau) kostbar verzieren. 1762 übertrug er sie feierlich in Matthias Fallers Schrein auf dem Seitenaltar. Der Festtag der heiligen Candida wird seither gleichzeitig mit dem Fides-Festtag am 6. Oktober begangen. Das Hauptbild zeigt Fides mit ihrem Rost und Candida mit einem Schwert, auf einer Wolke sitzend, das Oberbild die heilige Barbara von Nikomedien mit Kelch und Hostie, als Patronin der Bergleute in der Gegend um den nahen Schauinsland mit seinem Erzbergbau viel verehrt.

### Übrige Ausstattung
Eine Sakramentsnische im Chor stammt aus dem 15. Jahrhundert. „Drei schwerelos nach oben strebende Fialen ... münden in zierliche Kreuzblumen aus.“ Ebenfalls aus dem 15. Jahrhundert stammen wohl zwei beschädigte Holzstatuen heiliger Frauen an den Wänden des Chors, nach Franz Kern vielleicht Fides und Scholastika. Der Taufstein von 1544 trägt das Wappen des Abtes von St. Peter Markus Thüringer (Abt von 1544 bis 1553). Ursprünglich für die Abteikirche von St. Peter geschaffen, kam er Anfang des 17. Jahrhunderts nach Sölden.
An der Ostwand des Chorbogens hängen zwei Bilder von Altären aus dem Anfang des 18. Jahrhunderts, die im Schiff an der Stelle der heutigen Beichtstühle standen, vielleicht von Johann Michael Saur. Eines zeigt den heranwachsenden Jesus zwischen Maria und Josef, das andere den heiligen Markus im Gefängnis, dem Jesus erscheint.
Den Kreuzweg malte 1761 der Freiburger Franz Joseph Hermann (1732–1811). Er fügte den üblichen vierzehn Stationen eine fünfzehnte hinzu: die heilige Helena, Mutter des Kaisers Konstantin, die nach der Legende das Kreuz Christi fand. Vier Stationsbilder besitzen noch ihre breiten Barockrahmen. Dieser Hermann schuf vermutlich weitere Söldener Gemälde; einerseits sechs an den Wänden des Chors – im Norden von links das Mahl der drei Männer mit Abraham bei den Eichen von Mamre (Gen 18,1–8 ), das Linsengericht (Gen 25,29–34 ), das Mahl Jesu, bei dem ihm eine Frau die Füße wusch und salbte (Lk 7,36–38 ), und das Mahl der Emmausjünger mit dem Auferstandenen (Lk 24,28–30 ), im Süden Josef und Maria mit dem Jesuskind; andererseits das aus neun (nach anderen Angaben sechs) Einzelbildern bestehende Heilige Grab, das nach Restaurierung in der Karwoche 2011 erstmals wieder in der Kirche aufgestellt war. Außerhalb der Karwoche wird es in einer Klimakammer im Dachboden aufbewahrt.
Die Kanzel von 1776 trägt vergoldete Schnitzereien Matthias Fallers.
Franz Anton Xaver Hauser schnitzte um 1781 Jesus als Auferstandenen auf der Brüstung der Orgelempore sowie, wie oben erwähnt, 1815 das Kreuz auf dem Friedhof.

### Orgel
Die Orgel baute ein Johann Mayer 1868, „eine typische kleine Dorfkirchenorgel, handwerklich solide gemacht, im Klang recht kernig.“ Das Werk mit verkürztem Pedal besitzt 10 klingende Register auf einem Manual und Pedal und wurde 1995 von Orgelbauer Erich Hartenthaler aus Freiburg restauriert.

### Glocken
Im zwiebelturmförmigen Dachreiter hängen vier  Glocken: eine wurde 1923 von der politischen Gemeinde gestiftet und von der Glockengießerei Grüninger gegossen, zwei weitere wurden 1949 von der Glocken- und Kunstgießerei Rincker gegossen. Die letzteren ersetzen Glocken aus der Zeit Abt Steyrers, die im Zweiten Weltkrieg eingeschmolzen worden waren. 1991 kam noch eine vierte von einem ungenannten Stifter finanzierte Glocke hinzu, die von der Kunstgießerei Metz aus Karlsruhe gegossen wurde und den Namen Jesus-Glocke trägt.
Übersicht
| Glocke | Gießer, Gussort            | Gussjahr | Durchmesser | Gewicht | Schlagton |
| ------ | -------------------------- | -------- | ----------- | ------- | --------- |
| 1      | Rincker, Sinn (Hessen)     | 1949     | 832 mm      | 350 kg  | b′+2      |
| 2      | Karlsruher Glockengießerei | 1991     | 742 mm      | 270 kg  | c″±0      |
| 3      | Rincker, Sinn (Hessen)     | 1949     | 667 mm      | 170 kg  | d″+2      |
| 4      | B. Grüninger, Villingen    | 1923     | 570 mm      | 100 kg  | f″+7      |

## Ehemaliges Propsteigebäude

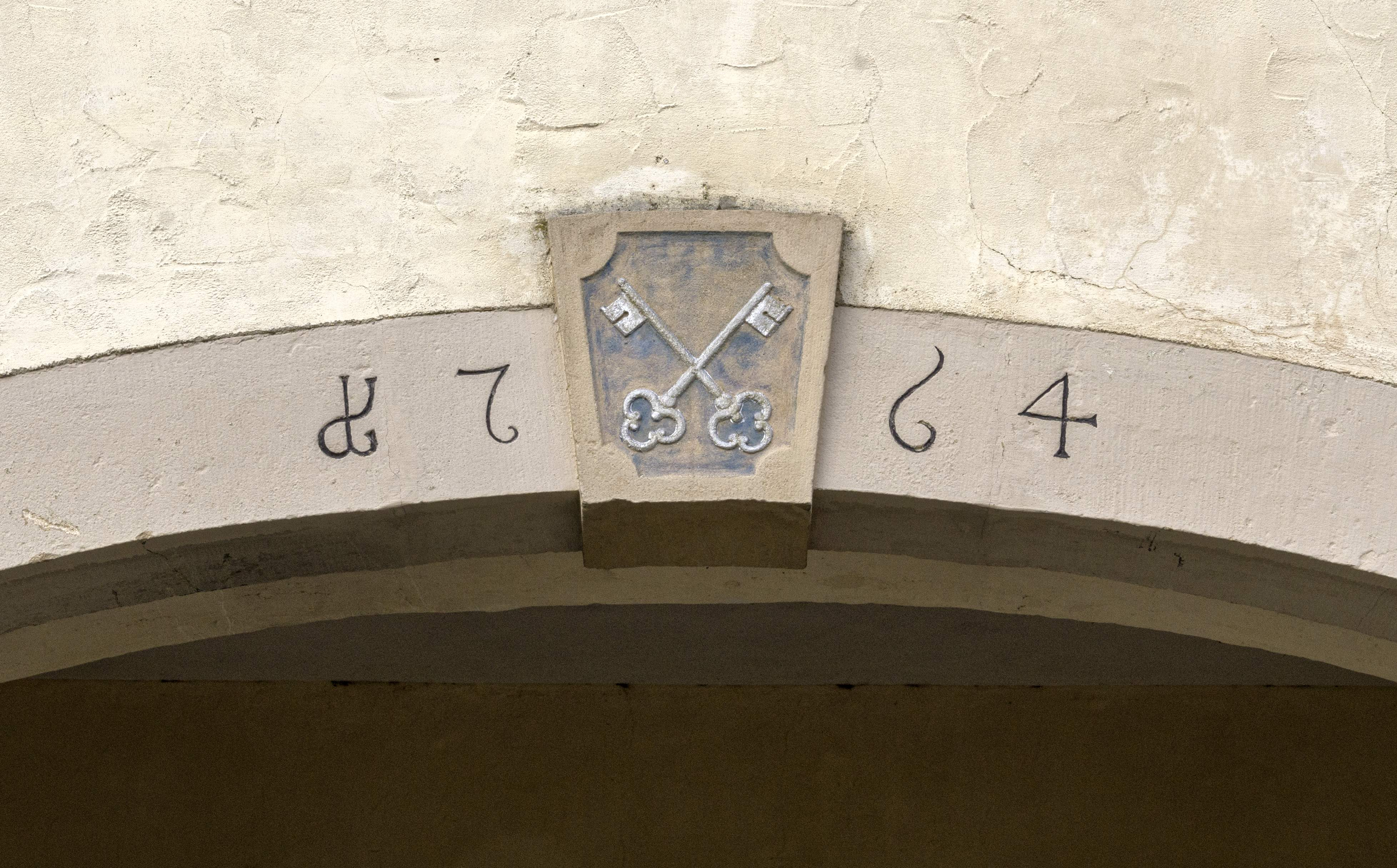
Wappen von Abt Vögelin am Eingang zum Treppenturm
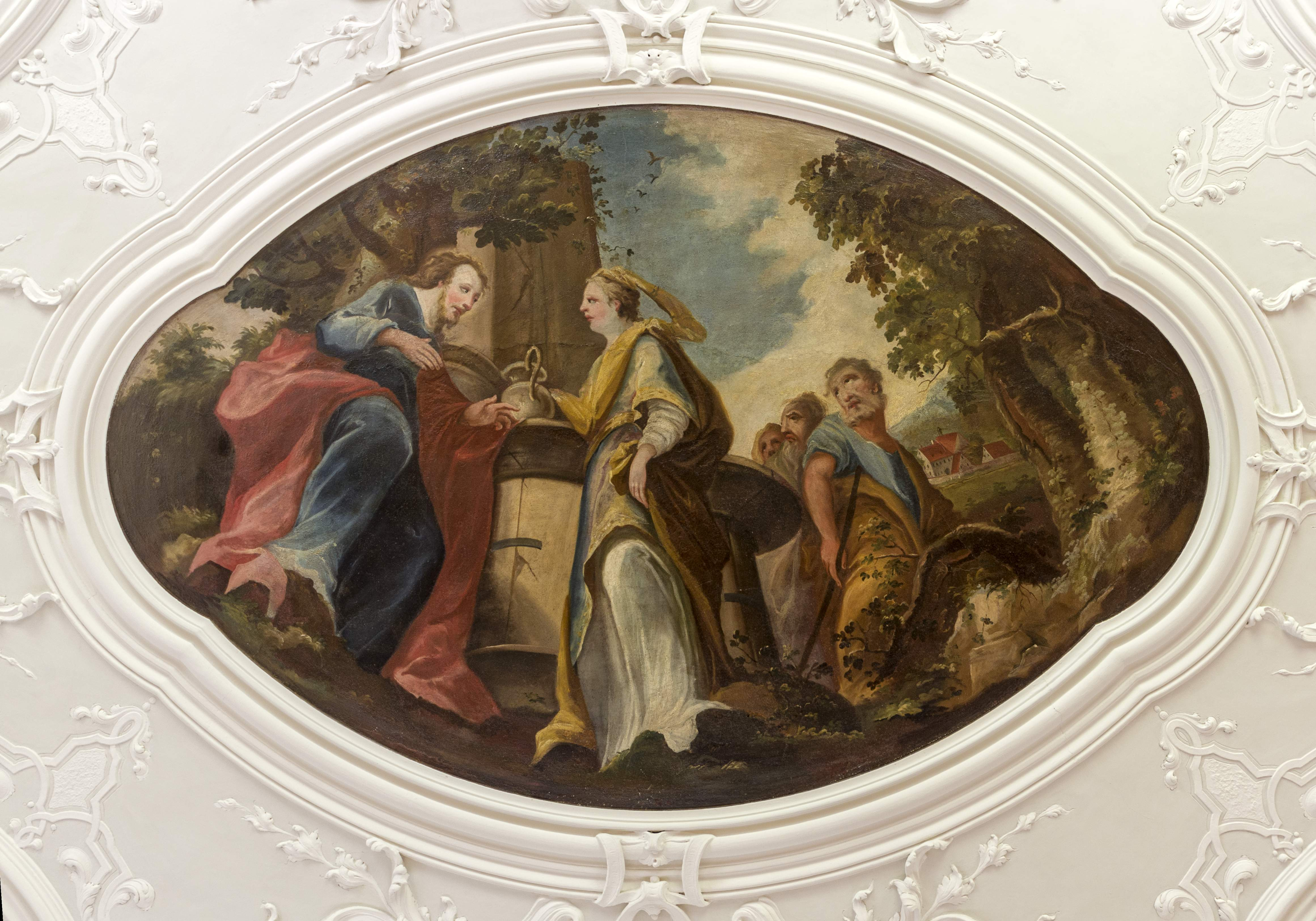
Deckengemälde im „Prälatenzimmer“
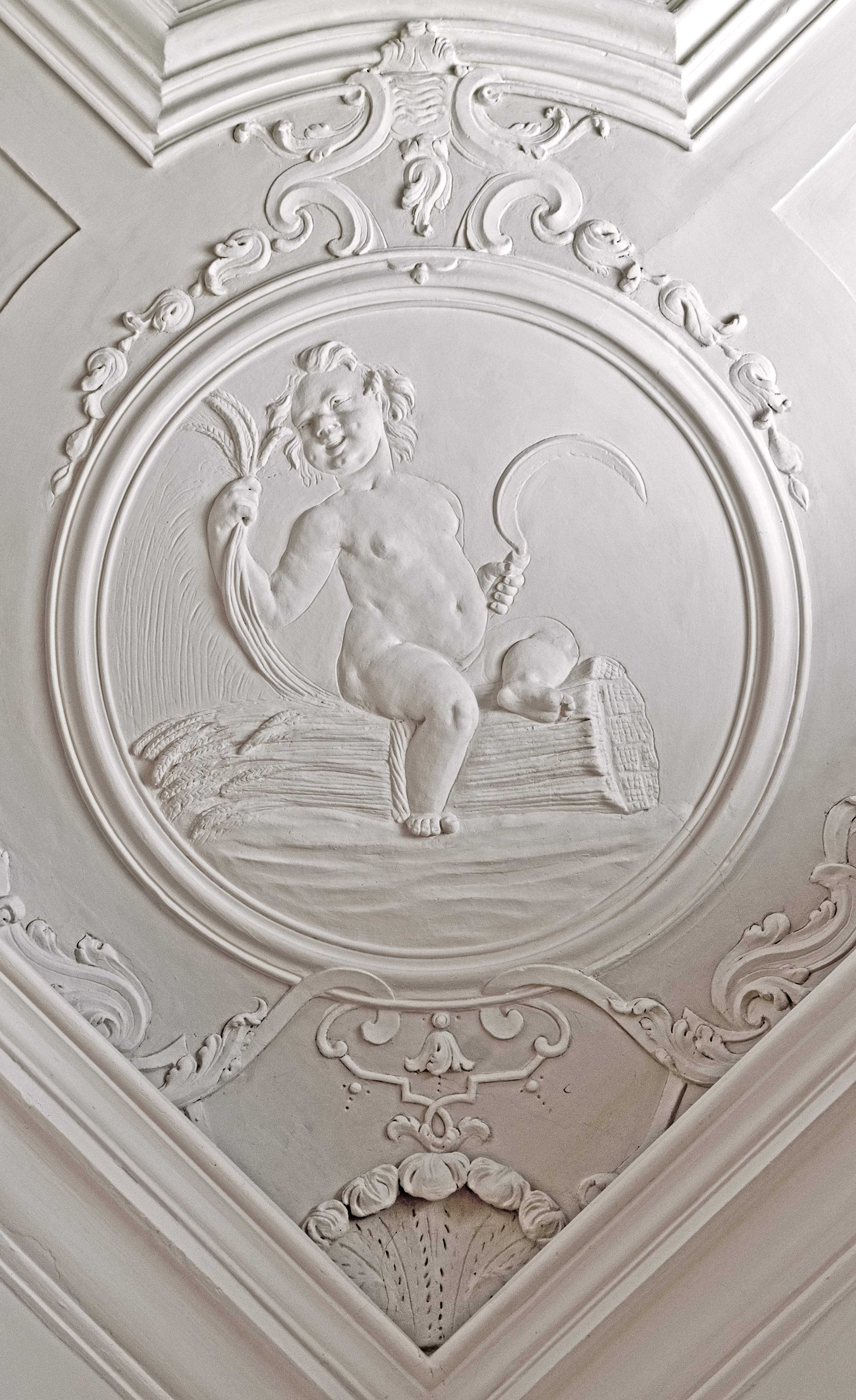
Stuck im „Prälatenzimmer“: Sommer
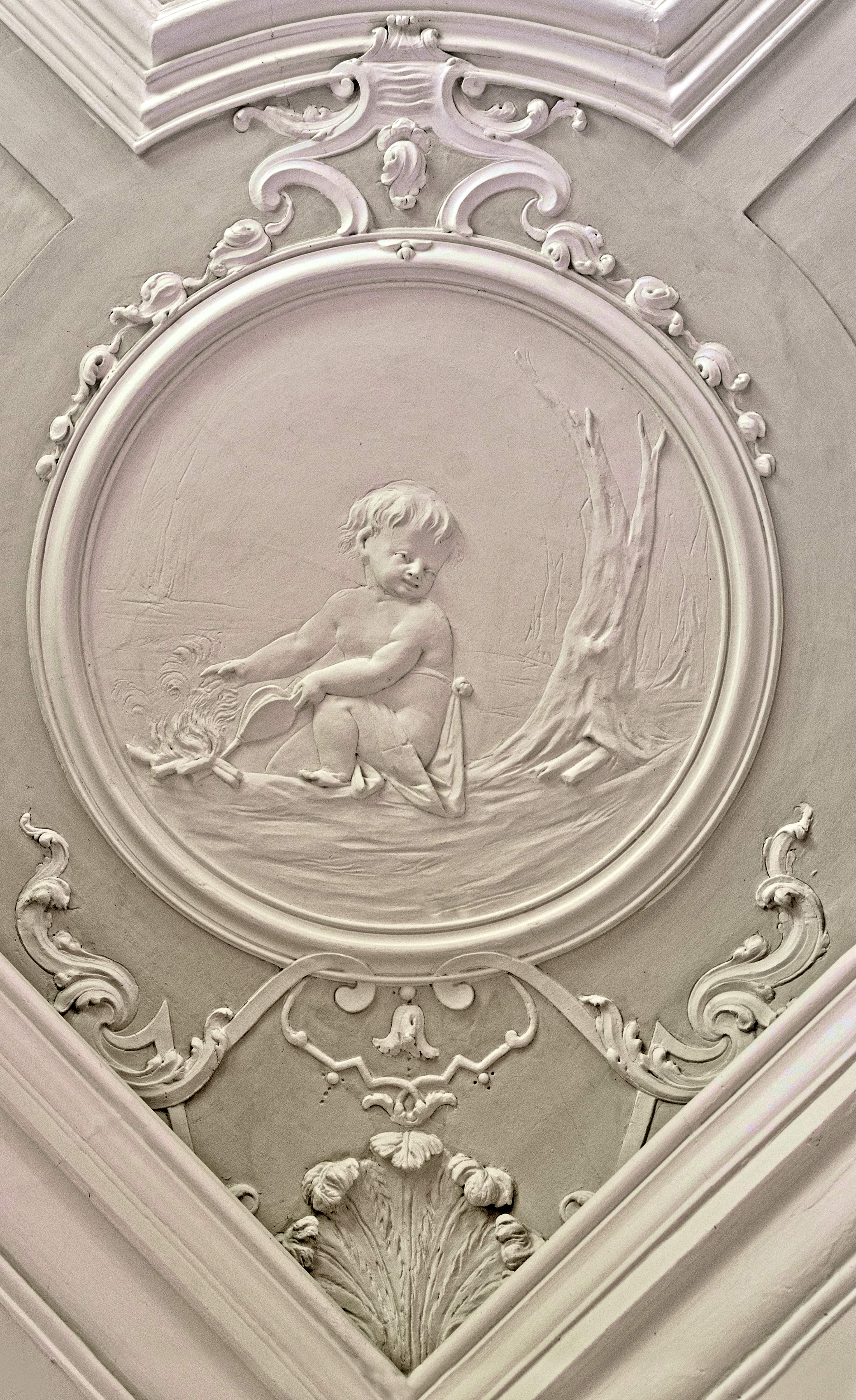
Stuck im „Prälatenzimmer“: Winter

Der gartenseitige Eingang ins ehemalige Propsteigebäude, jetzige Verwaltungszentrum des Dorfhelferinnenwerks, mit der Jahreszahl „1595“ und Abt Vögelins Wappen, führt in einen Treppenturm. Im Obergeschoss liegt das „Prälatenzimmer“, in dem die St. Petrischen Äbte bei Besuchen in Sölden wohnten. An die Decke malte Simon Göser um 1770 die Geschichte von Jesus und der Samariterin am Jakobsbrunnen (Joh 4,4-26 ), signiert „S. Gös“. Göser lässt die Geschichte vor dem Söldener Priorat mit Kirche und Propsteigebäude spielen. Das Bild ist von zierlichem Stuck umgeben, geschaffen vielleicht von Johann Georg Gigl. Die Ecken nehmen Medaillons mit den vier Jahreszeiten ein, der Frühling ein Kind inmitten von Blumen, der Sommer ein Kind mit Sichel und geschnittenen Ähren, der Herbst ein Kind mit Weintrauben, der Winter ein Kind, sich an einem Feuer wärmend, das es mit einem Blasebalg anfacht.